# Airbus A300

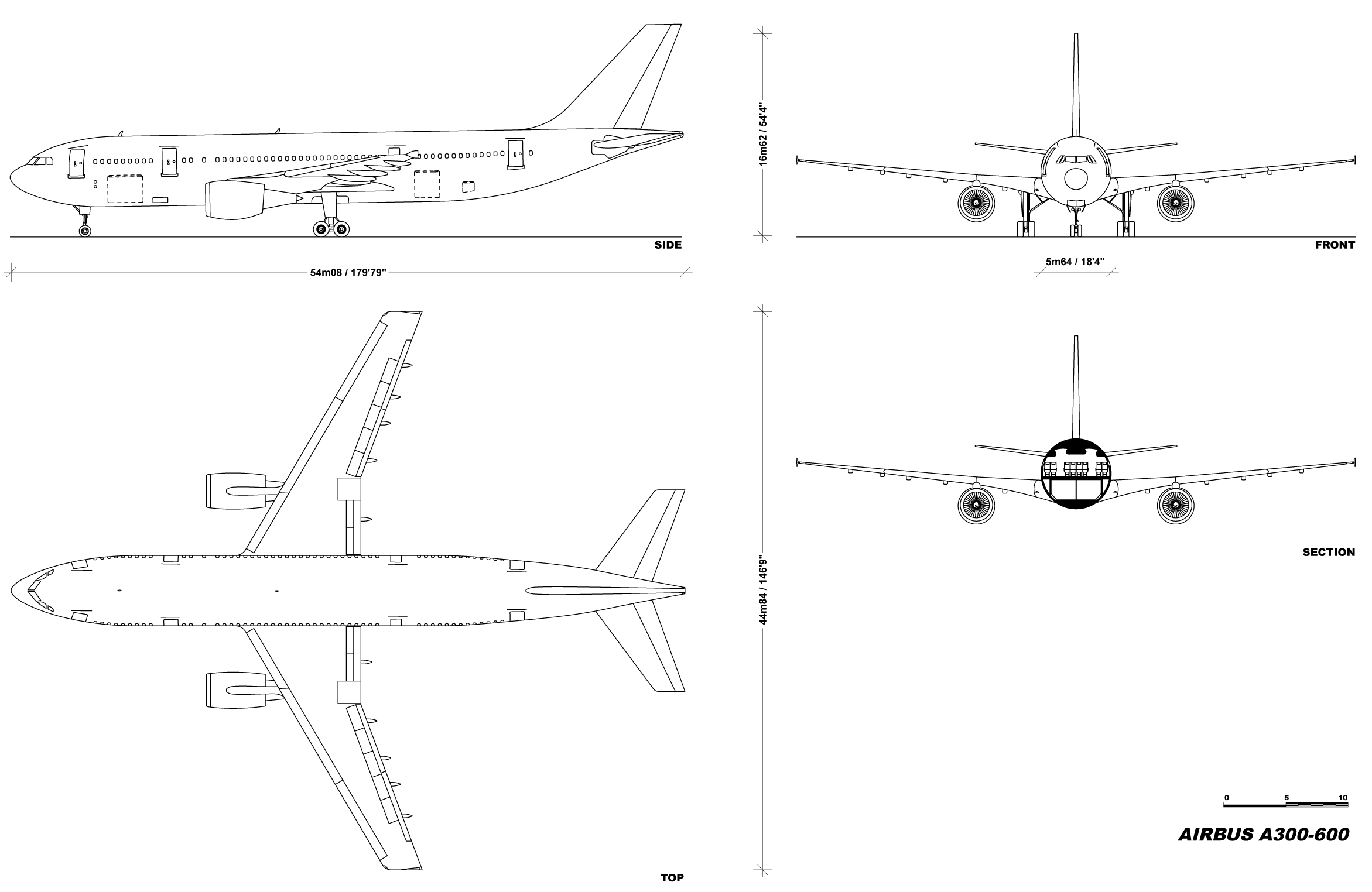
Risszeichnungen der A300-600

Der Airbus A300 war das erste zweistrahlige Großraumflugzeug der Welt, produziert vom europäischen Flugzeughersteller Airbus.
Das Flugzeug war das erste gemeinsame Projekt der heute zur Airbus Group fusionierten Flugzeugwerke und belegte die damalige Marktnische eines Großraum-Verkehrsflugzeuges für Kurz- und Mittelstrecken mit etwa 250 bis 300 Sitzplätzen. Die Endmontage erfolgte in Toulouse (Frankreich). Der Erstflug des Prototyps fand am 28. Oktober 1972 statt, die Indienststellung gut anderthalb Jahre später am 30. Mai 1974 durch Air France. Bis zum Produktionsende am 18. April 2007 wurden insgesamt 561 Exemplare gebaut.
Mit Stand Juli 2018 ist die A300 überwiegend als Frachtmaschine im Einsatz, die größten Betreiber sind FedEx, UPS Airlines und DHL Aviation, dabei handelt es sich vielfach um umgebaute Passagierjets. Als Passagierflugzeug ist die A300 fast vollständig vom Markt verschwunden. Nur noch 22 Maschinen sind in Betrieb, davon 21 im Iran und eine im Sudan. Der größte Betreiber ist Iran Air mit acht Maschinen, darunter eine A300 B2 und drei A300 B4, die die letzten aktiven Exemplare ihrer Art und zum Teil die weltweit ältesten betriebenen Airbus-Maschinen überhaupt sind. Alle übrigen Passagierjets sind vom Typ A300-600, von dem Mahan Air mit sechs Maschinen die größte Flotte betreibt. Vier Maschinen sind bei Qeshm Air in Betrieb, zwei bei Meraj Air und je eine bei Iran Airtour und Sudan Airways.

## Geschichte

### Konzeption
Bereits 1966 suchte American Airlines nach einer zweistrahligen und deutlich größeren Ergänzung zur Boeing 727 mit 250 bis 300 Sitzplätzen, etwa für die US-Transkontinentalflüge, die aber nicht so groß sein sollte, dass sie einen Großflughafen erforderte. Boeing hatte in diesem Segment bis zur Einführung der Boeing 767, 15 Jahre später, nichts anzubieten. Im Einsatz waren hier hauptsächlich die dreistrahligen Langstreckenflugzeuge McDonnell Douglas DC-10 und Lockheed L-1011 TriStar.
Im September 1967 beschlossen die Regierungen Frankreichs, Deutschlands und des Vereinigten Königreichs, gemeinsam ein Gegengewicht zur US-Dominanz in der Luftfahrt zu schaffen. Neben dem schon laufenden Concordeprojekt war unter der Bezeichnung Airbus A300 ein konventionelles, zweistrahliges Passagierflugzeug mit 300 Sitzplätzen geplant. Da es zur Zeit der Entwicklung der A300 auf Grund von Sicherheitsüberlegungen noch nicht erlaubt war (siehe ETOPS), mit nur zwei Triebwerken Transatlantikflüge zu unternehmen, wurde der Airbus A300 zur Bedienung von aufkommensstarken Kurz- und Mittelstrecken ausgelegt. Formell wurde Airbus 1970 von der französischen Aérospatiale und der Deutschen Airbus GmbH gegründet. Das Vereinigte Königreich war aus dem Projekt ausgeschieden, nachdem die Rolls-Royce Group nicht als Triebwerkshersteller zum Zuge kam. Hawker Siddeley, das die Tragflächen liefern sollte, blieb jedoch ohne Regierungsbeteiligung dabei. CASA aus Spanien schloss sich 1972 an.

### Entwicklung

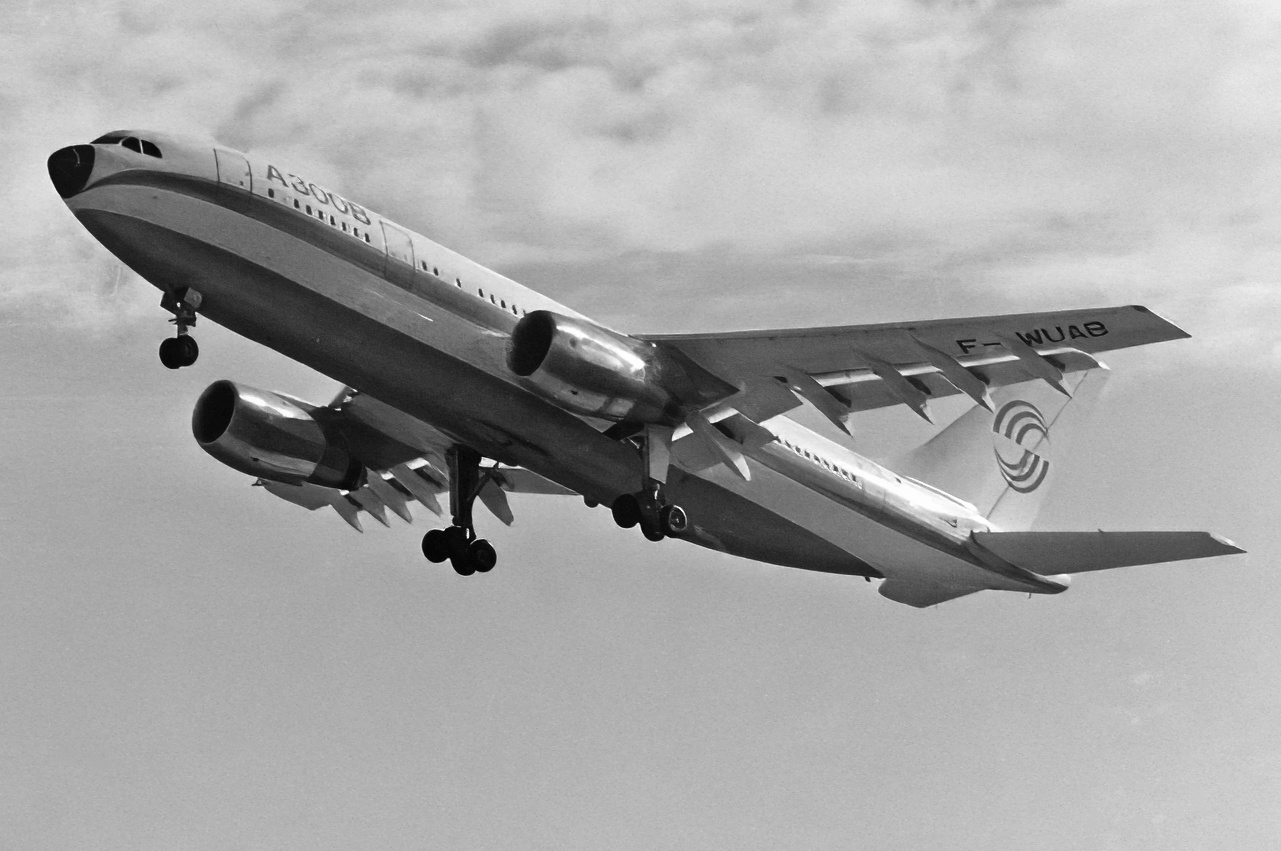
Erstflug des Airbus A300 am 28. Oktober 1972 in Toulouse-Blagnac

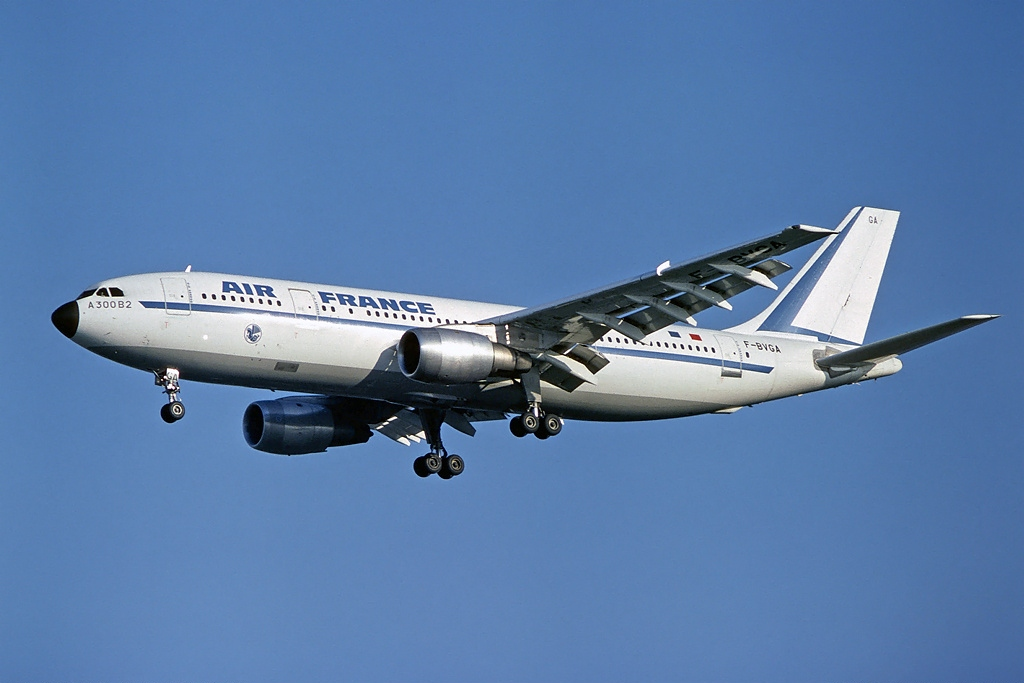
Am 10. Mai 1974 erhielt Air France ihren ersten Airbus A300B2-101 (MSN005)

In den ersten Monaten der Entwicklung bezweifelten die französischen und britischen Regierungen die Notwendigkeit des Airbus A300, was ihre Ursache unter anderem in den fehlenden dritten bzw. vierten Triebwerken hatte. Um dieses Problem zu lösen, schlugen der französische Flugzeughersteller Sud Aviation sowie der britische Flugzeughersteller Hawker Siddeley eine verkürzte Version für nur 250 Passagiere mit dem Namen Airbus A250 vor. Diese Version wurde schließlich als Airbus A300B entwickelt, da hierfür bereits die benötigten Triebwerke vorhanden waren. Großen Einfluss auf die erfolgreiche Weiterentwicklung des Airbus A300 hatte in dieser Zeit der Aufsichtsratsvorsitzende von Airbus, Franz Josef Strauß. Um bessere Verkaufschancen auf dem lukrativen amerikanischen Markt zu haben, wählte man das amerikanische Triebwerk General Electric CF6-50 aus und verwendete kein Triebwerk des britischen Konzerns Rolls-Royce. Dies führte zu einem zeitweiligen Rückzug der britischen Regierung aus dem Projekt; lediglich die britische Privatgesellschaft Hawker-Siddeley entwickelte weiterhin die Tragflächen des Airbus A300. Erstbesteller war die damals noch staatliche französische Fluggesellschaft Air France im Jahr 1971, die gleich die verlängerte Serienversion A300B2 bestellte. Als zweite folgte im Jahr 1973 nach dem Erstflug die deutsche Lufthansa.
Die Gewinnschwelle wurde im Jahr 1972 bei 350 verkauften Exemplaren erwartet, erhofft wurde ein Absatz von über 400 Stück. Bis Ende 1986 hat Airbus tatsächlich 359 Maschinen inkl. der ersten A310 ausgeliefert. Der 350. A300 wurde 1991 ausgeliefert, am Ende (2007) waren es 561 Exemplare.
Am 28. Oktober 1972 hob das erste Flugzeug des auf 250 Sitzplätze verkleinerten Typs A300B ab. Die Zulassung wurde am 15. März 1974 für die Baureihe A300B2 erteilt, am 30. Mai desselben Jahres nahm Air France den Flugbetrieb mit diesem Typ auf.

### Durchbruch beim Verkauf

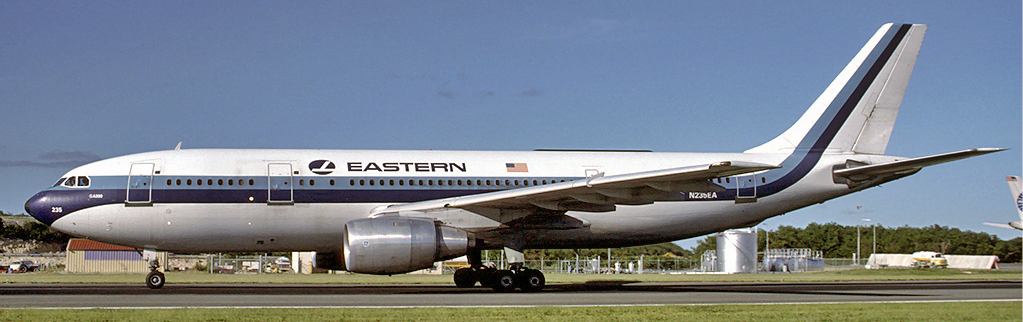
Airbus A300 der Eastern Air Lines

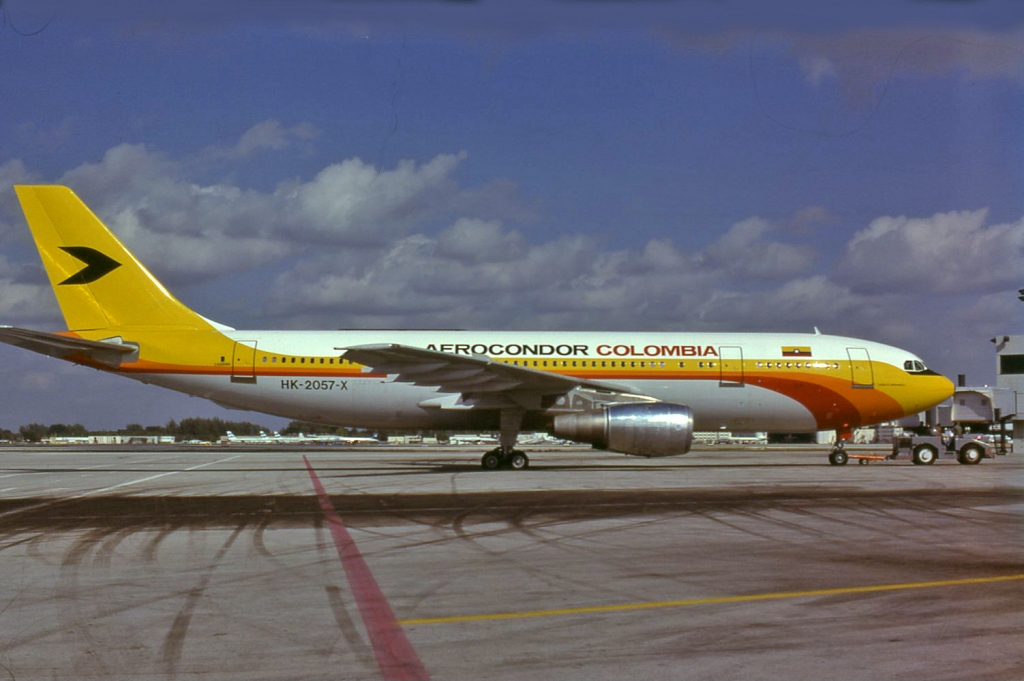
Airbus A300B4-2C der Aerocondor Colombia, erster Airbus-Betreiber in Lateinamerika ab 1977

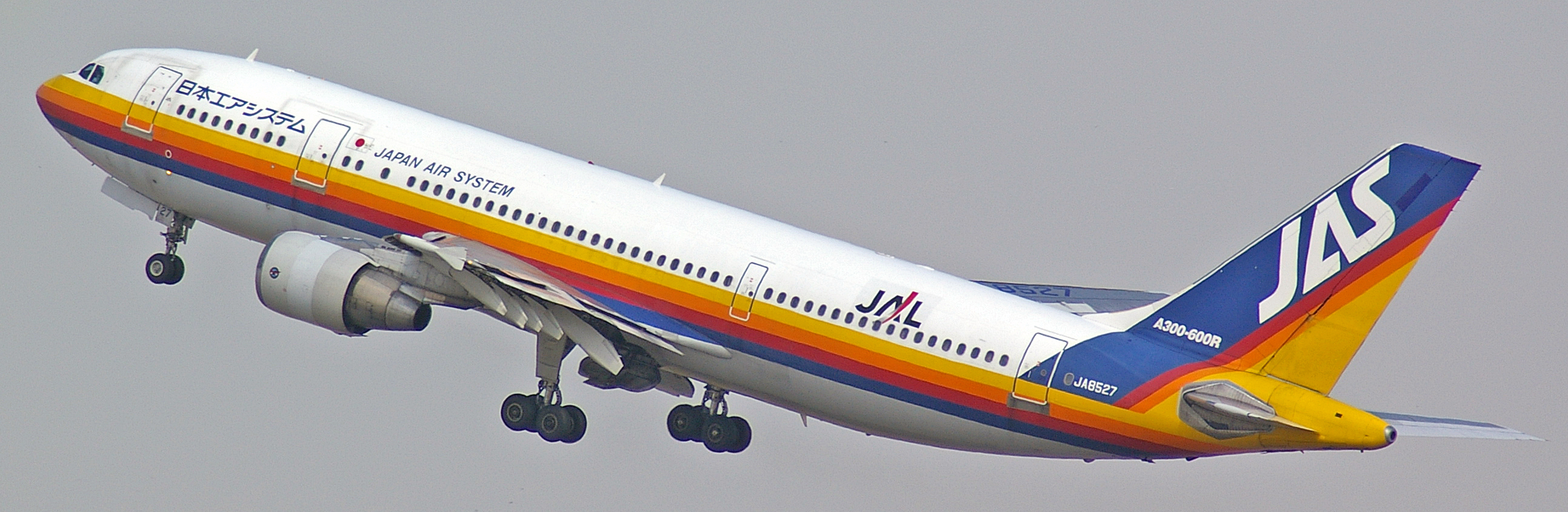
Airbus A300-600R der Japan Airlines, noch in Farben des Japan Air System

Der Verkauf verlief zunächst schleppend, zeitweise wurden sogar 16 Flugzeuge ohne Abnehmer produziert. Neben der Germanair, die am 23. Mai 1975 zum deutschen Erstbetreiber wurde, fanden sich als weitere Kunden nur die Air Siam, Korean Air Lines, South African Airways, Indian Airlines sowie die staatlichen Fluggesellschaften Air France und Lufthansa, die ihre erste Maschine am 2. Februar 1976 entgegennehmen konnte. Einen Durchbruch erreichte Airbus erst, nachdem der US-amerikanischen Fluggesellschaft Eastern Air Lines Mitte der 1970er-Jahre vier A300 für sechs Monate kostenlos einschließlich Vor-Ort-Service zur Verfügung gestellt wurden. Da die Flugzeuge 30 % sparsamer waren als die Lockheed TriStar, bestellte die Gesellschaft schließlich 1978 zunächst 23 A300, insgesamt sogar 32. Mit dieser ersten Großbestellung eines nichtstaatlichen Unternehmens, das noch dazu in den USA beheimatet war, wendete sich das Blatt für die A300, und Airbus etablierte sich als ernstzunehmende Konkurrenz zu den US-amerikanischen Herstellern Boeing, McDonnell Douglas und Lockheed. Es folgten Bestellungen durch Pan Am, Continental Airlines und American Airlines; letztere Fluggesellschaft gehörte zu den größten Abnehmern des Airbus A300.
Die meisten Exemplare wurden als reine Passagiermaschinen mit etwa 250 bis 300 Sitzplätzen produziert, doch verließen auch auf Frachtbeförderung umrüstbare Exemplare (A300C) sowie reine Frachtmaschinen (A300F) die Werkshallen. Die letzten Exemplare der Passagiervariante wurden 1999 von Japan Air System bestellt und 2002 an Japan Airlines (die JAS mittlerweile übernommen hatten) ausgeliefert. Seitdem waren alle bestellten und ausgelieferten A300-Flugzeuge Frachtmaschinen vom Typ A300F4-600R mit einer maximalen Nutzlast von 54 Tonnen. Bis einschließlich Mai 2005 gingen für die A300F insgesamt 135 Bestellungen ein.
Von der A300 wurde zunächst die verkürzte A310 abgeleitet, die ab 1978 angeboten und ab 1983 ausgeliefert wurde.

### Einstellung der Produktion
Nachdem 2005 nur noch sieben Neubestellungen eingingen, zu denen im Jahr darauf keine Folgeaufträge kamen, wurde die Baureihe im Jahr 2006 aus dem Angebot genommen und die Einstellung der Produktion der A300/A310-Reihe zum Juli 2007 angekündigt. Die Produktionsstätten wurden daraufhin für die neueren Airbus-Baureihen genutzt. Letzte Auslieferung war eine A300F4-600R für FedEx am 12. Juli 2007. Es wurden damit insgesamt 816 Flugzeuge der A300/A310-Baureihe ausgeliefert, davon 561 A300. Die Nachfolge des A300-Frachters trat die A330-200F an, deren Programmstart zum Anfang des Jahres 2007 erfolgte; Konzepte eines Nachfolgetyps auf Basis des Airbus A330 wurden in Form der Variante A330-100 erwogen, aber nie verwirklicht. Einen direkten Nachfolger der Passagierversion gibt es nicht, da es momentan keine ausreichende Nachfrage für Mittelstreckenflugzeuge mit dieser Passagierkapazität gibt. Auch die Boeing 757-300 mit ähnlicher Sitzplatzzahl und Reichweite, allerdings als Schmalrumpfflugzeug, wurde ohne direkten Nachfolger mangels Nachfrage eingestellt. Auch die von Boeing geplante 787-3, ein minimal größeres Großraumflugzeug für 290 bis 330 Passagiere und ähnlicher Reichweite wie die A300, hat mittlerweile keine Bestellungen mehr und soll nicht in Produktion gehen. Allerdings hat inzwischen Airbus die A330-300 Regional für 365 bis 400 Passagiere angekündigt.

## Wirtschaftliche Aspekte
Der Airbus A300 besetzte erfolgreich die Nische eines Großraumflugzeugs für Kurz- und Mittelstrecken; ein Verkehrssegment, das von der Vergangenheit bis in die Gegenwart von kleinen Regionalverkehrsflugzeugen sowie den Schmalrumpfflugzeugen dominiert wird. Die A300 wird und wurde daher wegen ihrer hohen Kapazität auf den Hauptstrecken zwischen großen Flughäfen des jeweiligen Kontinents eingesetzt (zum Beispiel Frankfurt–London). Dort gibt es genug Passagiere für mehrere Umläufe eines Großraumflugzeugs pro Tag. Bis heute gibt es kein vergleichbares Flugzeug; die Planungen an der Boeing 787-3 wurden aufgrund der geringen Anzahl an Kaufinteressenten eingestellt. In derselben Größenklasse wie die A300 befindet sich das wirtschaftlich sehr erfolgreiche Flugzeugprogramm Boeing 767, das jedoch von Anfang an auf Mittel- und Langstreckenflüge ausgerichtet war. So war die Boeing 767 etwa für lange Zeit das am häufigsten transatlantisch eingesetzte Flugzeug, während dem Airbus A300 für die meisten Transatlantikrouten die Reichweite fehlte; deshalb wurde auch die Langstreckenversion A310 entwickelt. Lediglich die späten Versionen der A300 sind auch für viele Langstreckenflüge einsetzbar; bis heute werden jedoch die meisten Airbus A300 im Kurz- und Mittelstreckenverkehr verwendet.

## Konstruktion

### Technische Neuerungen
Die A300 führte mehrere technische Neuerungen ein, die heute selbst für deutlich größere Flugzeuge, wie etwa die Boeing 777, selbstverständlich sind. Die zweistrahlige Auslegung und ein Triebwerksschubrechner, der den Piloten immer die Triebwerkseinstellung für den niedrigsten Verbrauch angab, machten ihn besonders sparsam. Das Cockpit ist konventionell ausgestattet und für drei Besatzungsmitglieder (zwei Piloten und einen Flugingenieur) ausgelegt. In späteren Versionen war ein Zwei-Mann-Cockpit optional erhältlich – mit der Einführung der A300B4-600 war es dann serienmäßig verfügbar. Dies wurde durch eine nahezu komplette Übernahme des damals neuen A310-Cockpits erreicht, wodurch die Piloten alle Versionen der A310 und der A300B4-600 mit einer Musterberechtigung fliegen können.

### Rumpf

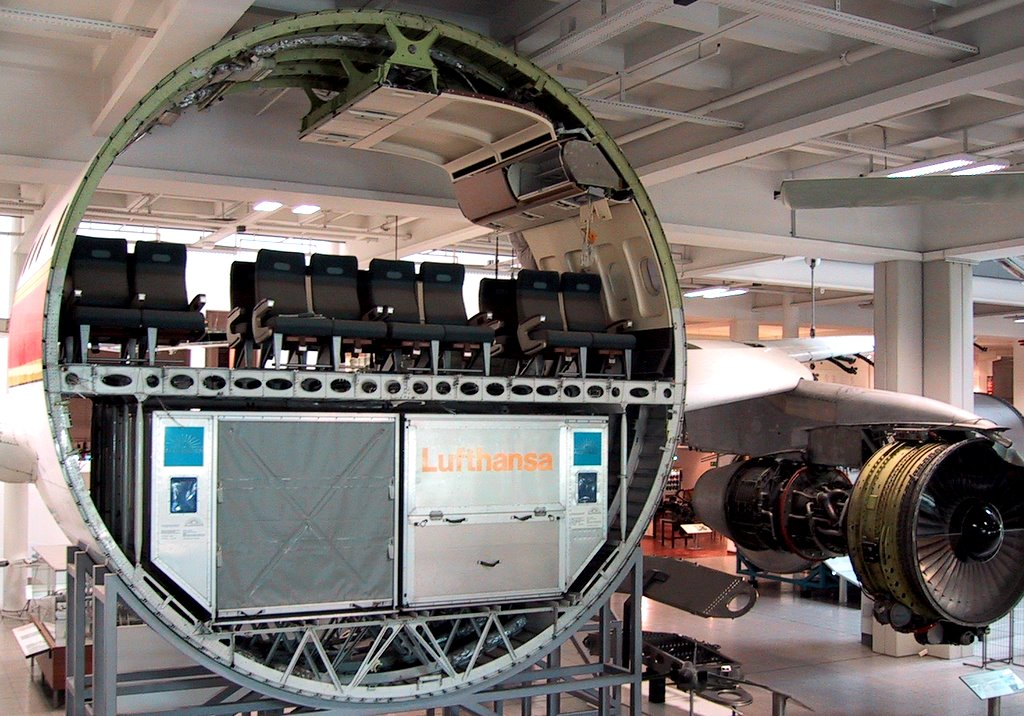
Rumpfquerschnitt und Triebwerk einer A300 im Deutschen Museum München

Der Rumpf der A300 hat einen runden Querschnitt und ist in Halbschalenbauweise gefertigt. Er ist in neun Sektionen unterteilt, um den Transport der Baugruppen zu erleichtern und komplett druckbelüftet (einschließlich der Frachträume). Nur Fahrwerksschächte, Klimaanlagensektionen und das Heck mit der APU sind nicht klimatisiert.
In allen Versionen sind drei Paare große Passagier- und ein Paar kleinere Servicetüren eingebaut. Die Frachträume sind durch zwei große Frachttore im unteren Rumpfteil zugänglich. Sie sind für alle gängigen Containertypen ausgelegt. Die Frachträume sind mit einem Rollenbahnsystem ausgestattet. In der Version A300B4-600 sind viele Teile aus kohlenstofffaserverstärktem Kunststoff (CfK) gefertigt. Hierzu gehören die Kabinenbodenträger, das Seitenleitwerk, die Spoiler und Teile des Hauptfahrwerkes. Durch das von der A310 übernommene Heck wurde durch das nach hinten versetzte Druckschott bei gleicher Länge des Rumpfes ein größeres Kabinenvolumen erreicht und somit die Passagierkapazität erhöht.
Varianten und Weiterentwicklungen des Rumpfs der A300 finden sich in den Airbus-Flugzeugtypen A310, A330 und A340.

### Tragflächen

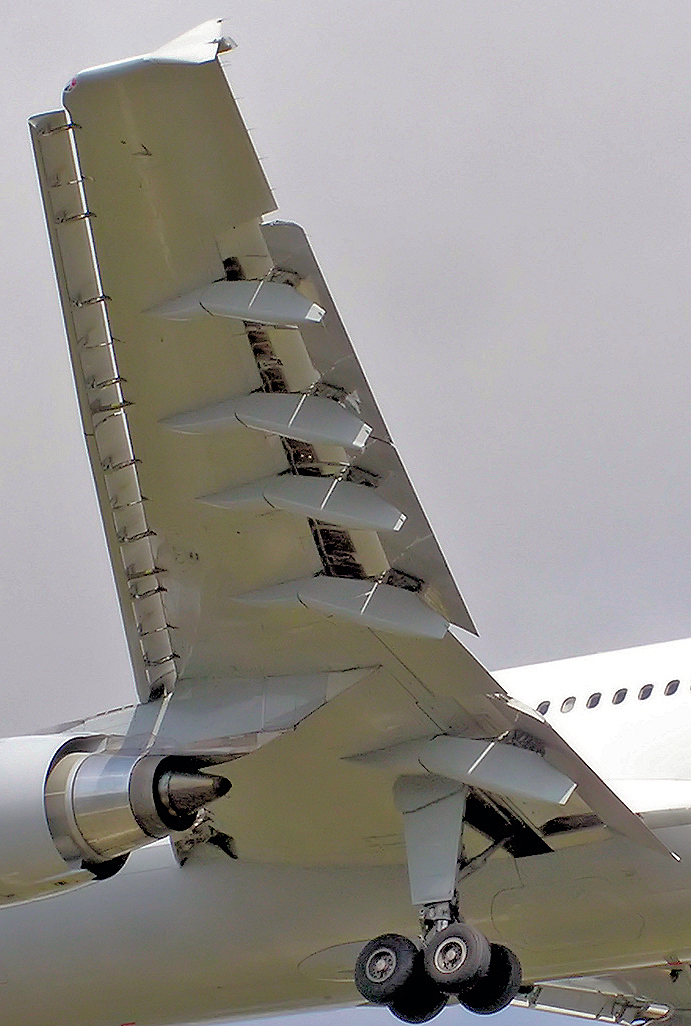
Tragfläche einer A300-600 mit ausgefahrenen Landeklappen und Vorflügeln

Die A300 hat freitragende Tragflächen und ist als Tiefdecker konzipiert. Die Tragflächen der A300 sind konventioneller Bauart; sie bestehen aus hochfestem Aluminium und sind teilweise mit Stahl und Titan verstärkt, zwei Kastenholme mit einem dritten Holm im Mittelteil bilden die tragende Struktur. Die Pfeilung beträgt 28 Grad. Beide Flächen sind mit der im Rumpf integrierten Flügelbox fest verbunden. In den Tragflächen sind jeweils zwei Kraftstofftanks integriert. Als Auftriebshilfen sind an der Vorderkante dreiteilige Vorflügel mit einem Grenzschichtzaun angebracht, die mit Krügerklappe und Notchflap (ausgenommen A300B1 und frühe A300B2) am Rumpf abschließen. Diese sind an der Triebwerksaufhängung nicht unterbrochen. Teile des Vorflügels können bei Bedarf thermisch (mit heißer Triebwerkszapfluft) vor Eisansatz geschützt werden. An der Hinterkante werden Fowlerklappen als Landeklappen verwendet, die an der Triebwerksaufhängung unterbrochen sind. Hier ist das Querruder angebracht, außerdem sind noch Querruder für niedrige Geschwindigkeit an der Tragflächenaußenseite installiert. An der Oberseite sind sieben Spoiler installiert, die zur Unterstützung der Querruder und als Luftbremsen verwendet werden. Die äußeren Querruder und der Grenzschichtzaun an den Vorflügeln entfielen ab der Variante A300B4-600, dafür wurden kleine Winglets installiert.

### Leitwerk
Das Leitwerk ist freitragend und hat eine gepfeilte konventionelle Bauweise, bestehend aus Flossen und Rudern. Es ist nicht mit einer Enteisungsmöglichkeit ausgestattet. Im Gegensatz zu anderen, besonders kleineren Flugzeugen, kann die Höhenflosse zur Trimmung hydraulisch verstellt werden. A300B1 bis A300B4-200 weisen eine Ganzmetallbauweise auf, ab der A300B4-600 wurde das Heck der A310 mit einem Seitenleitwerk aus CfK übernommen. In der Version A300B4-600R ist in der Höhenflosse zusätzlich ein Trimmtank installiert.

### Fahrwerk
Das Fahrwerk der A300 besteht aus einem Bugfahrwerk mit Zwillingsreifen und zwei Hauptfahrwerken, die als Wagenfahrwerk mit jeweils vier Reifen ausgeführt sind. Es ist als konventionelles Einziehfahrwerk ausgeführt und hydraulisch betätigt. Die Bugradlenkung erfolgt ebenfalls hydraulisch. Alle acht Hauptfahrwerksräder sind mit Scheibenbremsen aus Carbon ausgestattet, die auch hydraulisch betätigt werden. Außerdem verfügen sie über ein Anti-Blockier-System und sind temperaturüberwacht.

### Flugsteuerung
Die komplette Flugsteuerung erfolgt mechanisch über Seilzüge und Steuerstangen, die an den Steuerflächen hydraulisch in Bewegungen umgesetzt werden. Jede Steuerfläche wird unabhängig von insgesamt drei redundanten Hydrauliksystemen angesteuert. Die Trimmung wird um alle drei Achsen elektrisch betätigt, die Höhenflosse kann auch von Hand über ein Trimmrad verstellt werden. Vorflügel und Landeklappen werden über einen gemeinsamen Hebel im Cockpit hydraulisch angesteuert. Alle A300-Versionen verfügen über einen leistungsfähigen Autopiloten, der auch für automatische Landungen zugelassen ist. Dieser wurde im Laufe der Versionen immer weiter verbessert. Außerdem verfügt die A300 über eines von verschieden leistungsfähigen Flight-Management-Systemen (abhängig von der Version) und über eine automatische Schubsteuerung.

### Aerodynamik
Einen wesentlichen Anteil am Erfolg dieses Typs hatte das erstmals bei einem großen Verkehrsflugzeug verwendete Tragflächenprofil mit superkritischem Strömungsverlauf. Solche Profile sind im schallnahen Bereich (oberhalb etwa Mach 0,75) wesentlich widerstandsärmer als konventionelle Laminarprofile, jedoch sehr komplex und nur mittels CFD-Modellen wirtschaftlich zu berechnen. Die dafür notwendigen leistungsfähigen Computer standen vor den 1970er-Jahren für zivile Anwendungen noch gar nicht zur Verfügung, heute sind solche Profile bei schnellen Unterschallmaschinen Standard. Zeitgenössischen Einschätzungen zufolge hätte eine konventionelle Konstruktion gleicher Größe ein drittes Triebwerk, eine um 27 % größere Tragfläche und ca. 20 Tonnen mehr Strukturgewicht benötigt. Nicht zuletzt deshalb kann diese Maschine (im Gegensatz zu anderen Flugzeugtypen jener Epoche) bis heute wirtschaftlich eingesetzt werden. Insofern war die Maschine eine wegweisende Konstruktion und ist in ihrer historischen Bedeutung ein wichtiger Baustein in der Entwicklung moderner Verkehrsflugzeuge.

## Fertigung und Logistik

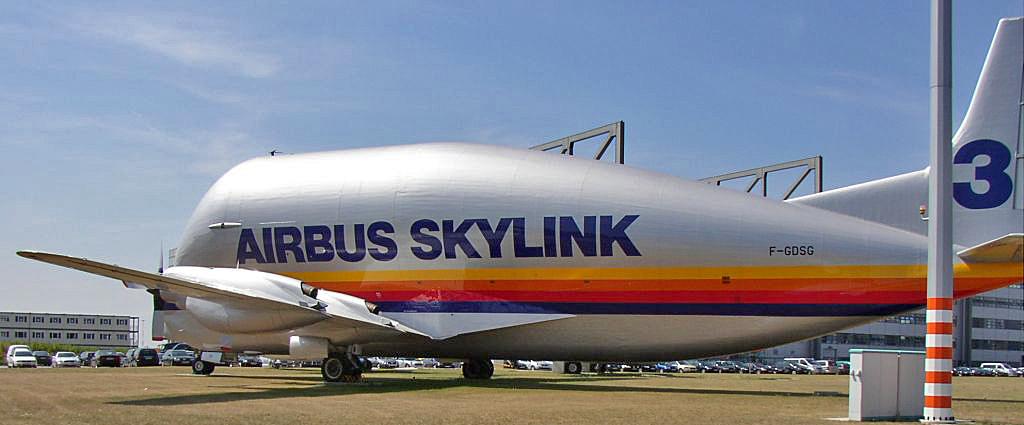
Super Guppy

Seit dem Beginn der A300-Herstellung produzierte Airbus nicht an einem Standort, sondern ließ die einzelnen Rumpfteile von den Firmen produzieren, die Airbus gegründet hatten. Teile der A300, wie beispielsweise die Tragflächen, entstanden in Großbritannien, andere Komponenten in Frankreich und Deutschland. Zwischen den Orten transportierten zunächst vier aus der Boeing 377 abgeleitete Frachtflugzeuge des Typs Super Guppy die Teile, bevor der Airbus Beluga diese Aufgabe übernahm. In Toulouse entstand dann der letztlich flugfähige Rohbau. Der Innenausbau als letzter Produktionsschritt wurde in Hamburg-Finkenwerder durchgeführt. Anschließend wurden die fertigen Flugzeuge nach Toulouse überführt und an die Kunden ausgeliefert.

## Varianten

### A300B1

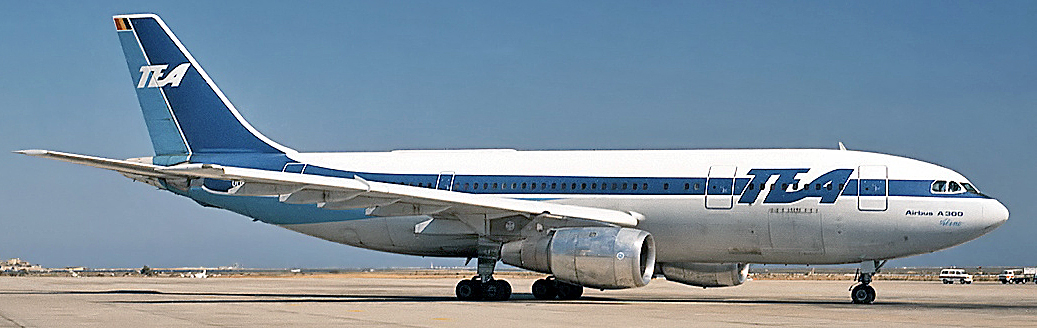
A300B1 der Trans European Airways

Die ersten beiden Prototypen liefen unter der Bezeichnung A300B1. Gegenüber den späteren Serienmaschinen waren sie noch um 2,65 Meter kürzer und hatten nur sechs große Passagiertüren als Zugänge. Der erste Prototyp wurde Anfang der 1980er-Jahre verschrottet. Einige Bauteile der Maschine (wie eine Rumpfsektion und das Höhenleitwerk) befinden sich seitdem im Deutschen Museum in München. Der zweite Airbus A300B1 wurde im November 1974 an die belgische Trans European Airways (TEA) verleast, die das Flugzeug sofort an die Air Algérie weiter vermietete. Das Flugzeug wurde im Januar 1975 an die TEA zurückgegeben, die es bis 1990 einsetzte. Anschließend wurde es am Brüsseler Flughafen zu Feuerübungszwecken genutzt. Am 9. Juli 2003 wurde die Maschine verschrottet, womit keines der beiden ursprünglichen Airbus-Flugzeuge mehr vollständig existiert. Die TEA setzte die A300B1 mit einer Bestuhlung für 300 Passagiere ein. Während des sechswöchigen Einsatzes bei der Air Algérie bot das Flugzeug sogar 323 Passagieren Platz. Die A300B1 verfügte über ein maximales Abfluggewicht von 137 Tonnen. Angetrieben wurde sie von zwei General-Electric-CF6-50A-Triebwerken mit einem Schub von jeweils 220 kN.

### A300B2
Die ersten Serienmaschinen des Typs wurden als A300B2 bezeichnet. Ab 1978 unterteilte Airbus sie in drei Untervarianten. Grundsätzlich unterschied sie sich von der A300B1 durch den um 2,65 Meter gestreckten Rumpf und zwei zusätzliche Notausgangstüren im hinteren Bereich des Rumpfes. Bei der A300B2 handelt es sich um ein Kurzstreckenflugzeug mit einer Reichweite von 2100 bis 3500 Kilometern.

#### A300B2 ZERO-G

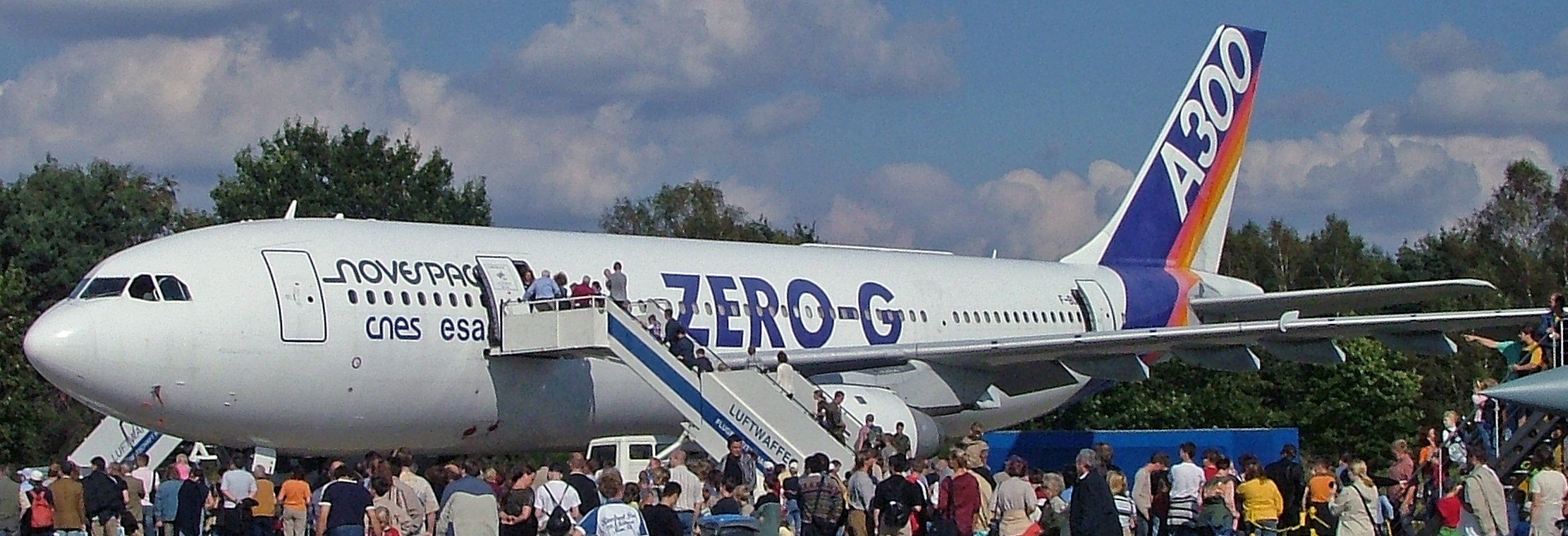
A300 ZERO-G

Die erste A300B2 (Baujahr 1973, Seriennummer 003) wurde 1998 von der französischen Raumfahrtbehörde CNES gekauft. Seitdem führte die Firma Novespace in deren Auftrag Parabelflüge damit durch. Die Maschine war auch unter der Bezeichnung A300 ZERO-G (von engl. zero gravity = Schwerelosigkeit) bekannt und zuletzt die älteste existierende A300. Nach 5200 Flügen und 13.180 geflogenen Parabeln wurde dieses Flugzeug am 3. November 2014 stillgelegt und ist nun am Flughafen Köln/Bonn zu besichtigen. Als Ersatz wurde die erste A310 der Interflug mit dem Luftfahrzeugkennzeichen DDR-ABA und spätere deutsche Regierungsmaschine Konrad Adenauer aus dem Jahr 1989 beschafft, die nach einem Umbau seit März 2015 als Air ZERO-G mit dem Kennzeichen F-WNOV bei NoveSpace in Betrieb ist.

#### A300B2-100
Der Antrieb erfolgte durch zwei Triebwerke vom Typ General Electric CF6-50 mit einem Schub von jeweils 223 kN bei einem Höchstabfluggewicht von 137 Tonnen. Das erste Exemplar wurde von Air France im Mai 1974 in Dienst gestellt.

#### A300B2-200
Bei der A300B2-200 wurde das Höchstabfluggewicht auf 142 Tonnen gesteigert. Dieser Version wurden außerdem Krügerklappen an der Tragflächenwurzel hinzugefügt. Die ursprüngliche Bezeichnung war A300B2K. Sie wurde ebenfalls von General-Electric-CF6-50-Triebwerken mit einem Schub von jeweils 227 kN angetrieben. 1976 übernahm South African Airways das erste Exemplar.

#### A300B2-300
Die A300B2-300 erhielt strukturelle Änderungen, um das Landegewicht zu erhöhen. Außerdem war es die erste A300B2-Version, die von Pratt-&-Whitney-JT9D-Triebwerken angetrieben wurde.

### A300B4

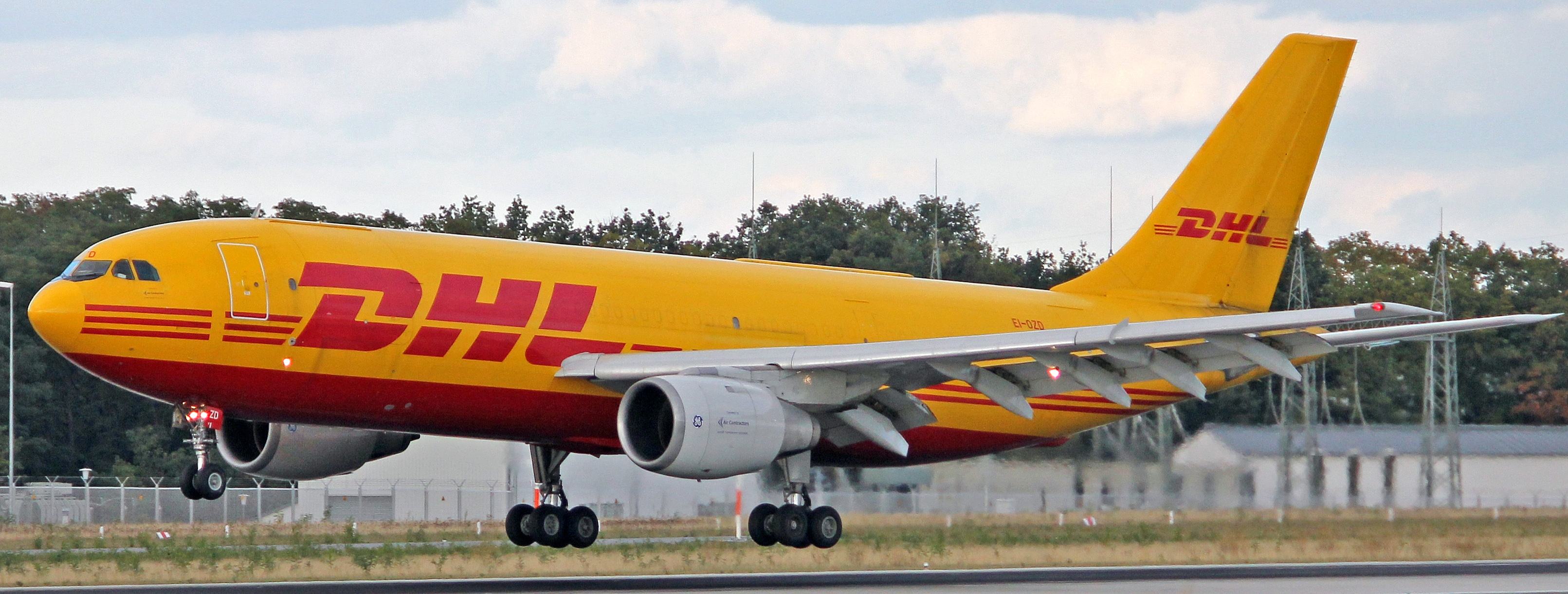
A300B4-200 von DHL

Nach dem Erstflug am 27. Dezember 1974 wurde ab 1975, parallel zur A300B2, auch die für Mittelstrecken ausgelegte A300B4 produziert, die bei gleicher Bauart zusätzlich einen mittleren Treibstofftank und somit eine höhere Reichweite zwischen 6300 und 6500 Kilometern und ein erhöhtes Höchstabfluggewicht aufwies, außerdem war sie mit Krügerklappen ausgestattet. Die A300B2 und A300B4 wurden zusammen insgesamt in 248 Exemplaren produziert. Wie die Version B2 ist auch dieser Typ fast vollständig aus den aktiven Flotten der Fluggesellschaften ausgemustert: Neben einigen Frachtern sind nur noch zwei Flugzeuge bei Iran Air im Passagierdienst verblieben.

#### A300B4-100
Die A300B4-100 besaß ein maximales Startgewicht von 157,5 Tonnen. Sie war mit General-Electric-CF6-50-Triebwerken mit einem Schub von 233 kN ausgestattet. Das erste Exemplar mit dem Kennzeichen D-AMAX und der Werknummer 12 wurde am 23. Mai 1975 an die deutsche Germanair ausgeliefert. Es gab auch eine Variante A300B4-120 die von Pratt-&-Whitney-JT9-D-Triebwerken angetrieben wurde und ein leicht erhöhtes Landegewicht hatte.

#### A300B4-200
Die A300B4-200 war baugleich mit der -100-Version, jedoch hatte sie ein erhöhtes Höchstabfluggewicht von 165 Tonnen und ein erhöhtes Landegewicht. Sie wurde ebenfalls von General-Electric-CF6-50-Triebwerken angetrieben. Die Version mit Pratt-&-Whitney-JT9-D-Triebwerken wurde als A300B4-220 bezeichnet. Als A300C4-200 gab es eine Kombiversion, die flexibel zum Transport von Fracht oder Passagieren (oder beidem) umgerüstet werden konnte und über ein seitliches Ladetor im Oberdeck verfügte. Das erste Exemplar ging im Januar 1980 an Hapag-Lloyd Flug. Mit der A300F4-200 wurde auch erstmals eine reine Frachtversion produziert, die erstmals 1986 an Korean Air Lines ausgeliefert wurde.

#### A300B4-600

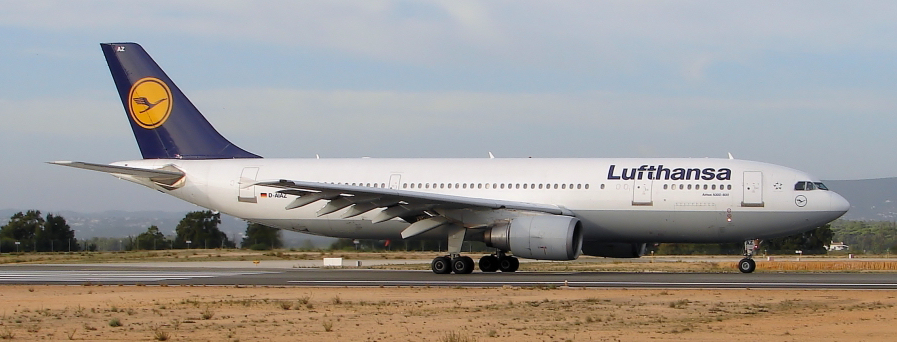
Airbus A300-600R der Lufthansa

Diese im Sprachgebrauch als A300-600 bezeichnete Variante ist eine Weiterentwicklung der A300B4, die – bei gleicher Länge – durch die Übernahme des Hecks der A310 und das dadurch nach hinten versetzte Druckschott jedoch einen größeren nutzbaren Innenraum aufweist. Von der A310 wurde auch fast die komplette Avionik übernommen, unter anderem ein Schutz gegen Scherwinde. Gegenüber der ursprünglichen A300B4 verfügt die A300B4-600-Reihe bei gleichem Höchstabfluggewicht von 165 Tonnen über ein erhöhtes maximales Landegewicht, leistungsstärkere Triebwerke vom Typ GE CF6-80 oder Pratt & Whitney PW4000 (in der Version A300B4-620) sowie eine größere Reichweite von 6800 Kilometern. Die Tragflächen der A300B4 wurden im Prinzip beibehalten, aber aerodynamisch verbessert. Die äußeren Querruder wurden entfernt, die sieben Spoiler pro Tragfläche werden nun elektronisch angesteuert. Auch die Flaps und Slats werden nun elektronisch gesteuert. An den Tragflächenspitzen wurden Winglets angebracht. Es wurde auch in vielen Bereichen Aluminium durch CfK ersetzt, was eine Gewichtsersparnis brachte. Die A300-600-Reihe ist mit 313 der insgesamt 561 A300 der erfolgreichste Typ. Das erste Exemplar ging im Frühjahr 1983 an Saudi Arabian Airlines, ab 1984 wurde nur noch dieser Typ hergestellt.
Auch von diesem gab es wiederum Untervarianten. Dies sind neben der Basis-Version A300-600 die A300C4-600, die sich einfach von einer Passagier- in eine Frachtversion umrüsten lässt, und die erstmals 1985 ausgelieferte reine Frachtversion A300F4-600.

#### A300B4-600R

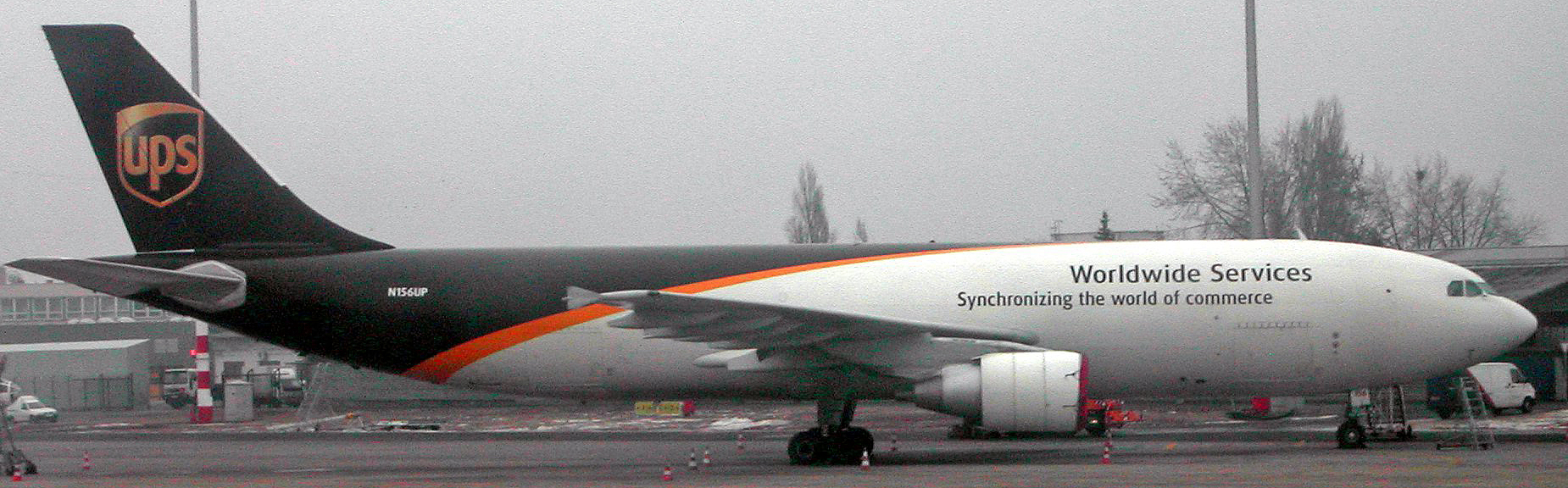
Airbus A300F4-600R der UPS Airlines

Die Reichweite wurde durch den von der A310-300 übernommenen Trimmtank im Höhenleitwerk auf 7500 Kilometer erweitert und das Höchstabfluggewicht auf 171,7 Tonnen erhöht. Mit dem Trimmtank wurde auch das System zur dynamischen Gewichtsverlagerung des Treibstoffes übernommen, das eine Optimierung des Schwerpunkts im Flug herstellte. Dadurch konnte der Treibstoffverbrauch gesenkt werden. Sie wurde erstmals 1988 an den Erstkunden American Airlines ausgeliefert. Seit 1989 entsprachen alle ausgelieferten A300 dem -600R-Standard, allerdings bestellten nicht alle Airlines eine Version mit Trimmtank. Die letzte Auslieferung einer Passagier-A300 (eine A300B4-622R) erfolgte im November 2002 an Japan Airlines. Während die meisten Passagiermaschinen zwischenzeitlich zu Frachtflugzeugen umgebaut wurden, ist diese letzte Maschine ein Passagierflugzeug geblieben und gehört seit Anfang 2012 zur Flotte der Mahan Air. Von der A300-600R bot Airbus erneut eine Frachtversion an, die als A300F4-600R bezeichnet wurde. Bei der letzten neu gebauten Maschine handelte es sich um diese Version, sie ging am 12. Juli 2007 an FedEx.

#### A300B4-600ST „Beluga“

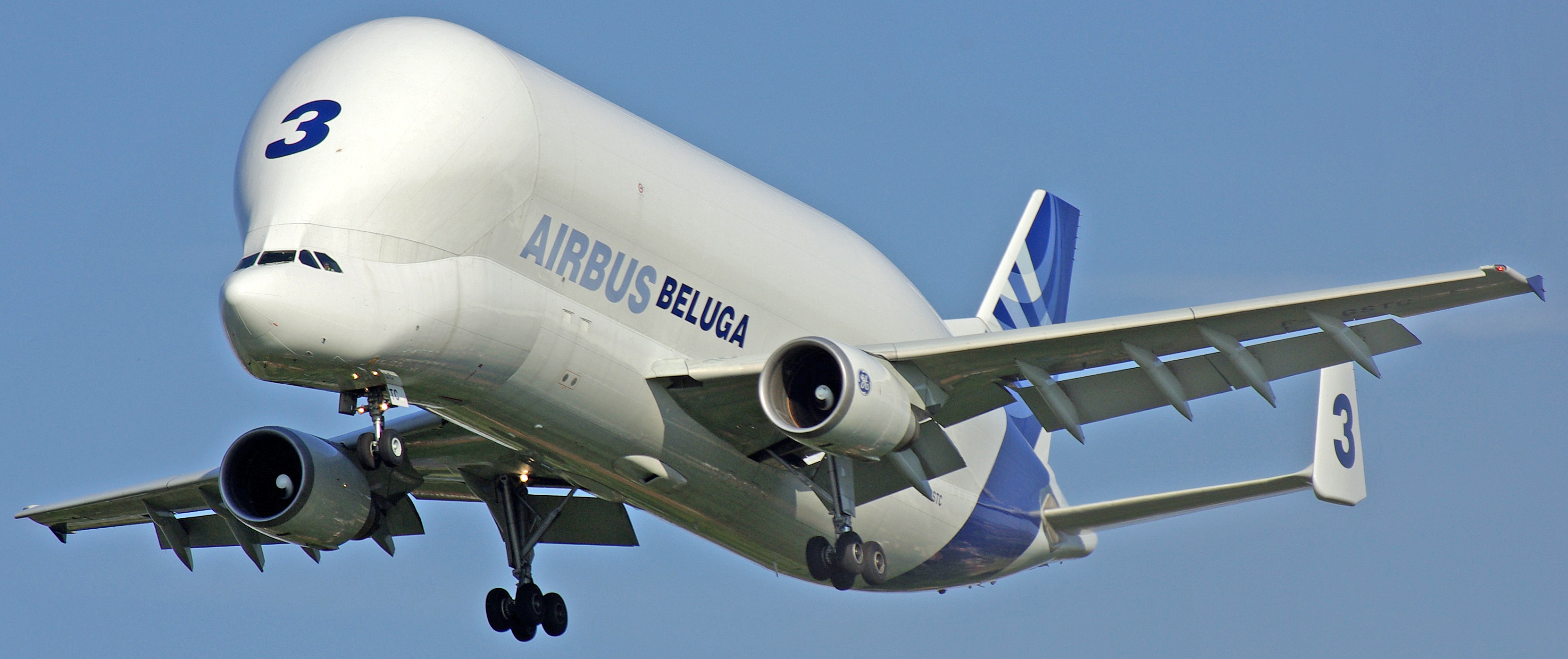
Airbus Beluga

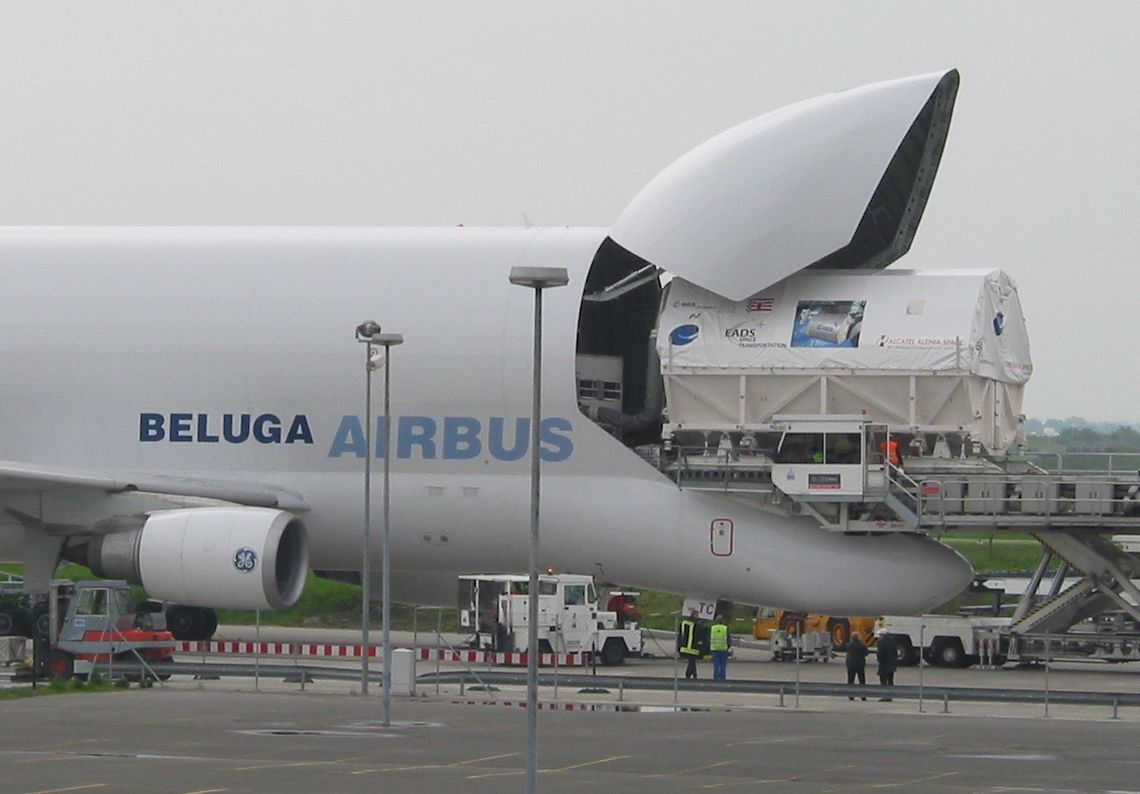
Airbus Beluga in Bremen beim Beladen mit dem Columbus-Modul für die Internationale Raumstation

Eine besondere Form des A300-600 ist der Super Transporter Airbus A300-600ST, der auch Beluga genannt wird, da die Form des Rumpfes an den Belugawal erinnert. Es ist ein speziell für großvolumige Lasten entwickeltes Frachtflugzeug und wird hauptsächlich dazu benutzt, Flugzeugsektionen zwischen den Airbus-Standorten zu transportieren, die in ganz Europa verteilt sind. Am Anfang reichte hierfür das Frachtraumvolumen des in vier Exemplaren eingesetzten Typs Super Guppy Turbine aus, doch da die Teile mit der Entwicklung des Airbus A330/340 immer größer wurden, entwickelte man aus der Serie des Airbus A300 den Airbus A300-600ST. Der Erstflug fand im September 1994 statt.
In seinem sehr großen Laderaum mit einem Nutzvolumen von mehr als 1.400 Kubikmetern kann der Beluga eine Nutzlast von etwa 47 Tonnen befördern. Der Laderaum ist 37,7 Meter lang und hat eine Ladeflächenbreite von 5,43 Metern. Der Rumpfdurchmesser beträgt 7,70 Meter. Mit diesen Abmessungen kann der Beluga ein voll ausgestattetes Tragflächenpaar für den Airbus A340 oder einen großen Teil des Rumpfes des Airbus A319 aufnehmen. Das Ladevolumen des Beluga ist größer als das einer C-5 Galaxy, An-124 oder C-17. Lediglich der Cockpitbereich ist als Druckkabine ausgeführt. Der Laderaum ist also weder druckreguliert noch beheizt und daher während des Fluges nicht zugänglich.
Bei einer Geschwindigkeit von 750 km/h (Mach 0,7) hat er voll beladen eine Reichweite von fast 1700 Kilometern. Bei halber Nutzlast vergrößert sie sich auf 4600 Kilometer.
Es wurden lediglich fünf Exemplare des Typs Airbus A300-600ST produziert. Eine offene Nachfrage von Frachtfluggesellschaften hat es zunächst für lange Zeit nicht gegeben. Alle „Beluga“-Flugzeuge werden von der Airbus-Tochter Airbus Transport International betrieben und fliegen auch fast ausschließlich für sie. Dieses Unternehmen vermietet die „Belugas“ inklusive Piloten mittlerweile für Großtransporte zunehmend auch an andere Organisationen. Beispielsweise haben die Bundeswehr oder die ESA diese Möglichkeit schon mehrmals genutzt: die Bundeswehr für den Transport von Hubschraubern und die ESA für das Weltraumlabor Columbus.
Am 17. November 2014 gab Airbus die Entwicklung des Airbus Beluga XL auf Basis der A330-200 bekannt. Nach Indienststellung dieser neuen Baureihe wurden im Oktober 2020 und April 2021 die ersten beiden „Beluga“ aus der Werksflotte ausgemustert.
2022 gründete Airbus eine kommerzielle Frachtfluggesellschaft, die Airbus Beluga Transport (AIBT); sie setzt die nicht mehr für den Frachtverkehr zwischen den Airbus Werken benötigten Belugas ein. Anfang 2024 bestand die Flotte aus drei Flugzeugen, ein viertes sollte 2024 dazukommen. Um die Flugzeuge be- und entladen zu können, wurden an sechs Standorten weltweit Hebebühnen installiert.

### A300FFCC
Ab 1981 war als A300FFCC erstmals ein Großraumflugzeug erhältlich, das als „Zweimanncockpit“ (FFCC=Forward Face Crew Cockpit, englisch sinngemäß für nach vorne ausgerichtetes Cockpit) angeboten wurde. Es fehlte der Bordingenieur, der in der Regel quer zur Flugrichtung saß. Dazu gab es einige weitere für die damals neue A310 und die A300-600 entwickelte digitale Systeme, jedoch noch ohne Bildschirme. Erstflug dieser Variante war der 7. Oktober 1981. Diese Version war sowohl als A300B2 als auch als A300B4 erhältlich, es wurden aber nur neun Stück als A300B4-220FF mit Pratt-&-Whitney-JT9-D-Triebwerken für Garuda Indonesia und zwei als A300B4-203FF mit General-Electric-CF6-50-Triebwerken für Finnair, die diese bei Karair einsetzte, produziert. Die Maschinen der Garuda sind inzwischen ausgemustert und teilweise verschrottet. Eine Maschine der Karair ist bei Iran Air im Einsatz, es handelt sich um den weltweit letzten noch aktiven Airbus A300FFCC.

### A300P2F

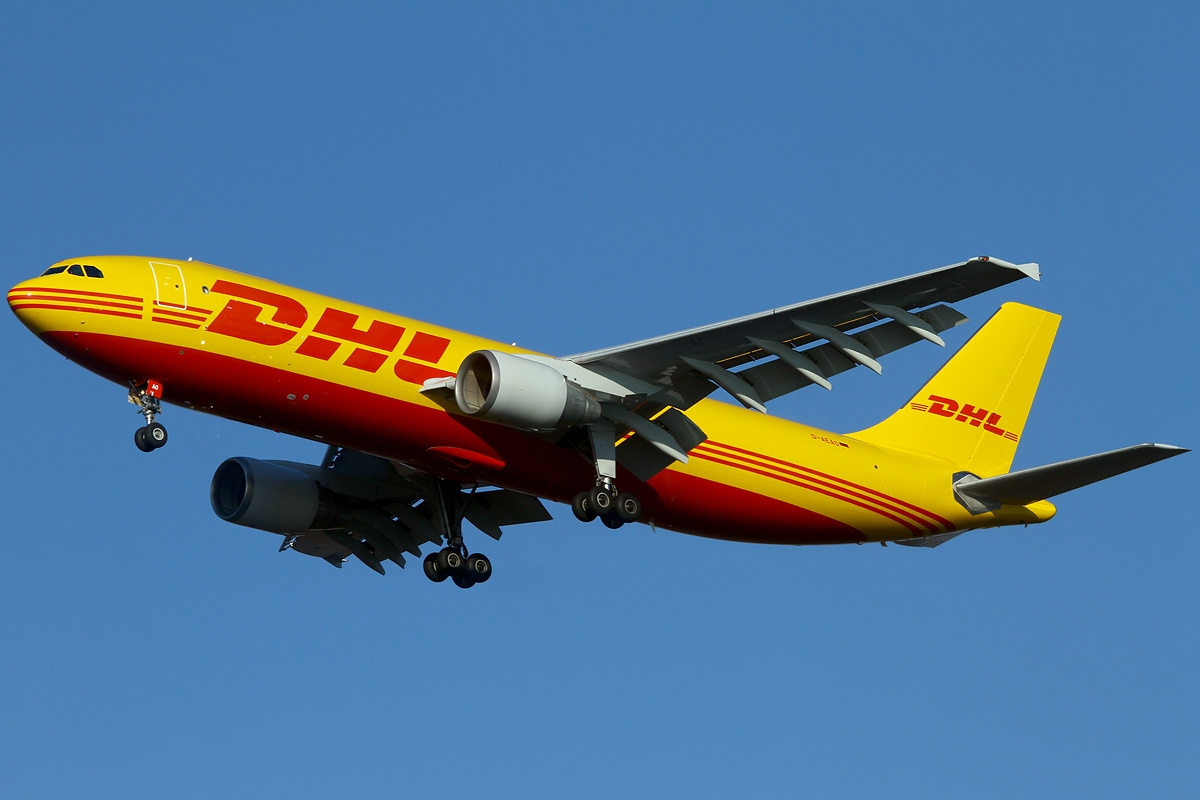
Zu einem Frachtflugzeug umgebauter A300 von DHL

Nach ihrem Einsatz als Passagierflugzeuge wurden Maschinen der Versionen A300B4 und A300-600 zu Frachtflugzeugen umgebaut (Passenger to Freighter Conversion, P2F). Dabei wurden die Sitze, Küchen und Passagiertoiletten entfernt, nicht mehr benötigte Türen und Fenster verschlossen, Rumpf und Boden verstärkt sowie eine Sicherheitstrennwand zum Cockpit sowie ein Frachttor auf der linken Vorderseite eingebaut. Die Umbauten wurden von den Elbe Flugzeugwerken in Dresden durchgeführt. Bekannte Nutzer sind DHL Aviation und Fedex.

### Weitere Konzepte der A300

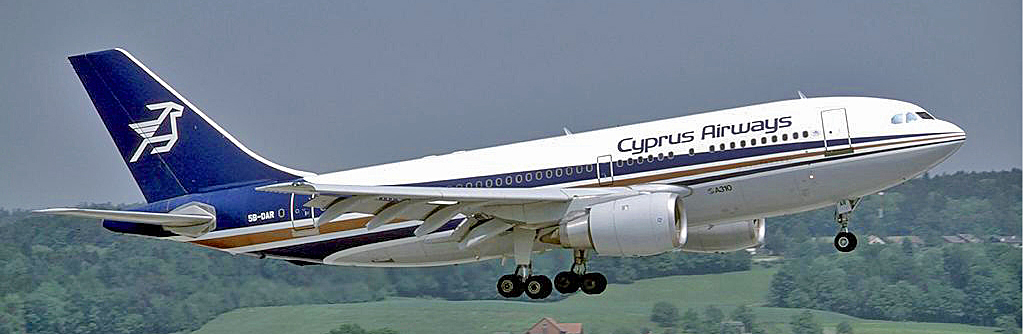
Airbus A310-200, der ursprünglich dem A300B10-Konzept entstammt

Bereits frühzeitig arbeitete Airbus an verschiedensten Versionen der A300 mit den Bezeichnungen A300B1 bis A300B10. Nach ersten Studien wurden zunächst nur die Konzepte A300B1, B2 und B4 verfolgt. Später folgte das Konzept A300B10MC, das ursprünglich nur eine Verkürzung des Rumpfs um etwa acht Meter gegenüber der A300B2 vorsah. MC stand für „Minimum Change“, also geringe Änderungen. Früh zeichnete sich jedoch ab, dass für eine erfolgreiche Markteinführung wesentliche Änderungen an der Tragflächenkonstruktion und der Avionik nötig sein würden, weshalb entschieden wurde, die Baureihe schließlich unter der neuen Typenreihenbezeichnung Airbus A310 anzubieten. Auch das Konzept B9 wurde weiter verfolgt; hieraus entstanden später die Konzepte TA9/TA11, aus denen das A330-/A340-Programm hervorging. Alle diese Typen haben den Rumpfdurchmesser und die Cockpitsektion gemeinsam, jedoch mit weiterentwickelter Avionik.

## Verkaufszahlen und Nutzung

### Allgemein

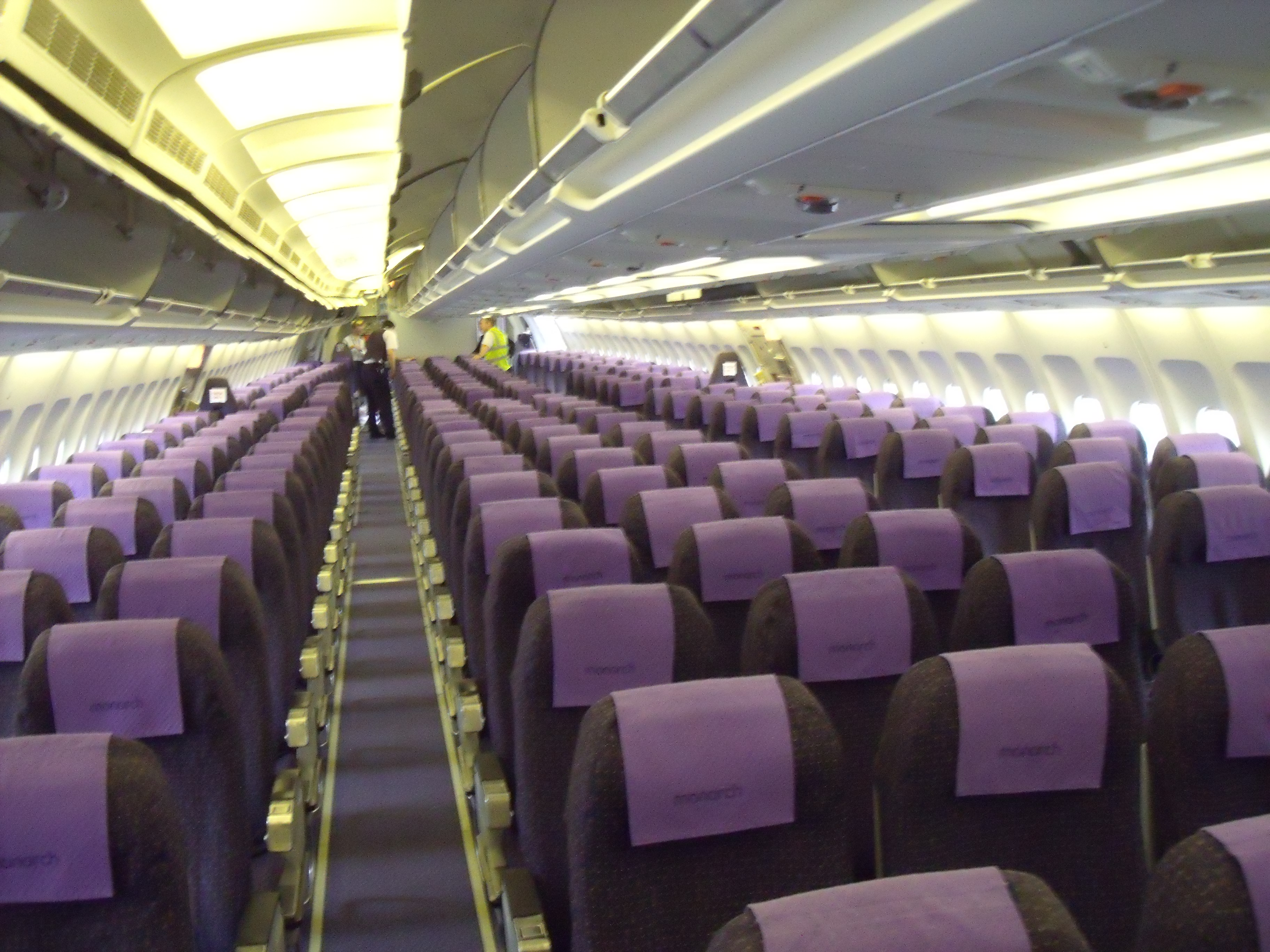
Passagierraum eines Airbus A300 der Monarch Airlines

Die Lufthansa war mit 25 Maschinen größter europäischer Betreiber der A300 und maßgeblich an der Definition des Typs beteiligt. Eingesetzt wurde die A300, um verkehrsreiche innerdeutsche und innereuropäische Linien zu bedienen, beispielsweise Frankfurt – London Heathrow oder Frankfurt – Berlin-Tegel; in Ausnahmefällen wurden sie außerdem noch transatlantisch eingesetzt. Inzwischen hat die Lufthansa die A300 jedoch ausgemustert. Der letzte Lufthansa-Flug eines Airbus A300-600 (D-AIAM) war der Rückflug von Rom nach Frankfurt am 1. Juli 2009. Ende August desselben Jahres wurde die A300 auch vom ehemals größten Betreiber American Airlines ausgeflottet. Damit betreibt keine der maßgeblichen Fluggesellschaften mehr die Passagierversion der A300; nur wenige Fluggesellschaften im Nahen Osten haben diesen Typ noch in ihrer Flotte. Als letzter Betreiber in Europa musterte Monarch Airlines ihre Passagier-A300 im April 2014 aus.
Die beiden größten A300-Flotten weltweit werden von den Frachtfluggesellschaften FedEx und UPS Airlines betrieben, die 70 bzw. 52 A300F betreiben. 42 der FedEx-Maschinen wurden direkt von Airbus erworben, während es sich bei den anderen Exemplaren um umgerüstete Passagiermaschinen handelt. UPS Airlines hatte alle 53 A300F in der Flotte direkt von Airbus erworben (einer ist zwischenzeitlich verunglückt) und ist damit auch größter Einzelkunde für den Airbus A300. Die A300F war nicht zuletzt deshalb mit 193 aktiven Maschinen im Februar 2012 das zweithäufigste Frachtflugzeug nach der Boeing 747. Im Jahr 2019 startete UPS ein Programm, um alle 52 Exemplare seiner A300-Flotte bis Ende 2022 mit einem Avionik-Upgrade zu versehen, welches den Betrieb der Flugzeuge bis 2040 ermöglichen soll.

### Tabellarische Auflistung

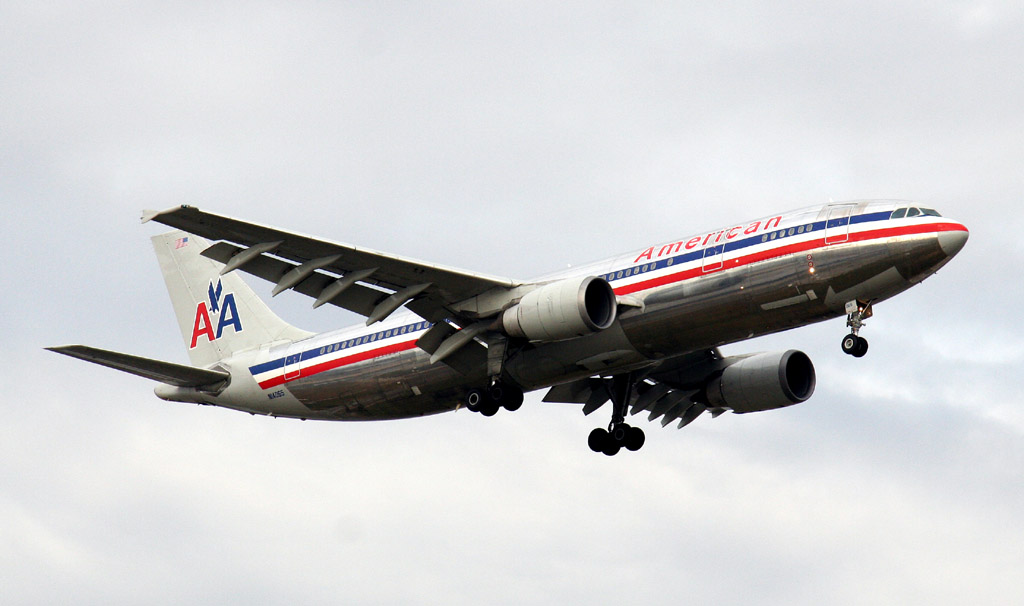
Airbus A300-600 der American Airlines

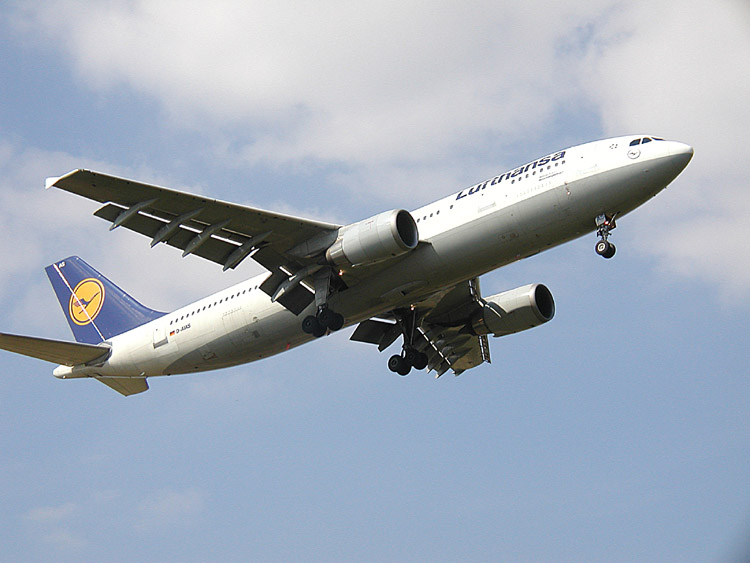
Airbus A300-600 der Lufthansa

| Gesamtzahl    | 2007 | 2006 | 2005 | 2004 | 2003 | 2002 | 2001 | 2000 | 1999 | 1998 | 1997 | 1996 | 1995 | 1994 | 1993 | 1992 | 1991 |
| ------------- | ---- | ---- | ---- | ---- | ---- | ---- | ---- | ---- | ---- | ---- | ---- | ---- | ---- | ---- | ---- | ---- | ---- |
| 561           | 6    | 9    | 9    | 12   | 8    | 9    | 11   | 8    | 8    | 13   | 6    | 14   | 17   | 23   | 22   | 22   | 25   |
| Zwischensumme | 1990 | 1989 | 1988 | 1987 | 1986 | 1985 | 1984 | 1983 | 1982 | 1981 | 1980 | 1979 | 1978 | 1977 | 1976 | 1975 | 1974 |
| 339           | 19   | 24   | 17   | 11   | 10   | 16   | 19   | 19   | 46   | 38   | 39   | 26   | 15   | 15   | 13   | 8    | 4    |

| Status         | Anzahl |
| -------------- | ------ |
| Bestellungen   | 561    |
| Auslieferungen | 561    |
| In Betrieb     | 221    |

| Käufer            | Anzahl |
| ----------------- | ------ |
| UPS Airlines      | 53     |
| FedEx             | 42     |
| American Airlines | 35     |
| Eastern Air Lines | 34     |

| Betreiber      | Anzahl | Anmerkungen                                      |
| -------------- | ------ | ------------------------------------------------ |
| Iran Air       | 4      |                                                  |
| Mahan Air      | 2      |                                                  |
| Qeshm Air      | 4      |                                                  |
| Meraj Airlines | 1      | 1 inaktiv                                        |
| Iran Airtour   | 4      | 2 weitere sollen von Mahan Air übernommen werden |
| Gesamt         | 15     |                                                  |

| Luftfahrzeugkennzeichen | Variante       | Baujahr | Land | Gesellschaft | Anmerkungen                                                                                       |
| ----------------------- | -------------- | ------- | ---- | ------------ | ------------------------------------------------------------------------------------------------- |
| EP-IBI                  | A300B4-200     | 1981    | Iran | Iran Air     | Zweitältestes aktives Airbus-Passagierflugzeug weltweit, umgebaute ehemalige Kombiversion C4-200  |
| EP-IBJ                  | A300B4-200     | 1983    | Iran | Iran Air     | Drittältestes aktives Airbus-Passagierflugzeug weltweit                                           |
| EP-IBG                  | A300B4-200FFCC | 1984    | Iran | Iran Air     | Viertältestes aktives Airbus-Passagierflugzeug weltweit; weltweit letzter aktiver Airbus A300FFCC |

| Luftfahrzeugkennzeichen | Variante      | Baujahr | Land      | Gesellschaft                     | Anmerkungen                                                                                       |
| ----------------------- | ------------- | ------- | --------- | -------------------------------- | ------------------------------------------------------------------------------------------------- |
| 4L-AMS                  | A300B4-200(F) | 1981    | Georgien  | AMS Airlines                     | Zweitälteste aktive Airbus-Maschine weltweit; umgebautes Passagierflugzeug                        |
| 4L-ALI                  | A300B4-200(F) | 1981    | Georgien  | AMS Airlines                     | Drittälteste aktive Airbus-Maschine weltweit; umgebautes Passagierflugzeug                        |
| 4L-ABA                  | A300B4-200(F) | 1981    | Georgien  | AMS Airlines                     | Umgebautes Passagierflugzeug                                                                      |
| 4L-BAK                  | A300B4-200(F) | 1982    | Georgien  | Geo Fly Airways                  | Umgebautes Passagierflugzeug                                                                      |
| XA-LRL                  | A300B4-200(F) | 1982    | Mexiko    | AeroUnion                        | Umgebautes Passagierflugzeug                                                                      |
| XA-FPP                  | A300B4-200(F) | 1983    | Mexiko    | AeroUnion                        | Umgebautes Passagierflugzeug                                                                      |
| YV560T                  | A300B4-200(F) | 1983    | Venezuela | Transcarga International Airways | Umgebautes Passagierflugzeug; inaktiv                                                             |
| XA-MRC                  | A300B4-200(F) | 1983    | Mexiko    | AeroUnion                        | Umgebautes Passagierflugzeug                                                                      |
| YV562T                  | A300B4-200(F) | 1983    | Venezuela | Transcarga International Airways | Umgebautes Passagierflugzeug                                                                      |
| 4L-ABI                  | A300F4-200    | 1983    | Georgien  | AMS Airlines                     | Ursprüngliche Kombivariante C4-200, vor Auslieferung an Erstbetreiber zur Frachtmaschine umgebaut |
| 4L-BIC                  | A300F4-200    | 1984    | Georgien  | AMS Airlines                     | Ursprüngliche Kombivariante C4-200, vor Auslieferung an Erstbetreiber zur Frachtmaschine umgebaut |

| Luftfahrzeugkennzeichen | Variante | Baujahr | Land | Gesellschaft   | Anmerkungen                             |
| ----------------------- | -------- | ------- | ---- | -------------- | --------------------------------------- |
| EP-MNG                  | A300-600 | 1987    | Iran | Mahan Air      | Ehemalige Lufthansa-Maschine; inaktiv   |
| EP-MNT                  | A300-600 | 1989    | Iran | Mahan Air      | Ehemalige Lufthansa-Maschine            |
| EP-FQK                  | A300-600 | 1990    | Iran | Qeshm Air      |                                         |
| EP-FQM                  | A300-600 | 1991    | Iran | Qeshm Air      |                                         |
| EP-IBC                  | A300-600 | 1992    | Iran | Iran Air       | Ehemalige Maschine der Olympic Airlines |
| EP-IBD                  | A300-600 | 1993    | Iran | Iran Air       | Ehemalige Maschine der Olympic Airlines |
| EP-IBA                  | A300-600 | 1993    | Iran | Iran Air       | 1994 fabrikneu an Iran Air ausgeliefert |
| EP-IBB                  | A300-600 | 1994    | Iran | Iran Air       | 1994 fabrikneu an Iran Air ausgeliefert |
| EP-SIG                  | A300-600 | 1995    | Iran | Meraj Airlines | Sonderbemalung; inaktiv                 |
| EP-FQN                  | A300-600 | 1995    | Iran | Qeshm Air      |                                         |
| EP-FQO                  | A300-600 | 1996    | Iran | Qeshm Air      | Ehemalige Lufthansa-Maschine            |

| Betreiber                      | Anzahl | Bemerkung |
| ------------------------------ | ------ | --- |
| FedEx                          | 71     | Davon 42 fabrikneu ausgelieferte F4-600 (Baujahre 1993–2007, inklusive der letzten produzierten Maschine) sowie 26 umgebaute Passagiermaschinen (Baujahre 1986–1993) |
| UPS Airlines                   | 52     | Baujahre 2000–2006; alle fabrikneu als Frachtversion F4-600 ausgeliefert                                                                                             |
| European Air Transport Leipzig | 22     | Davon 20 umgebaute Passagiermaschinen (Baujahre 1991–2002) und eine F4-600 (Baujahr 2006); alle betrieben für DHL Aviation                                           |
| Air Hong Kong                  | 09     | Davon 8 fabrikneu ausgelieferte F4-600 (Baujahre 2004–2006) und eine umgebaute Passagiermaschinen (Baujahre 1996); alle betrieben für DHL Aviation                   |
| Uni-Top Airlines               | 07     | Umgebaute Passagiermaschinen (Baujahre 1993–1995); 2 inaktiv |
| MNG Airlines                   | 04     | Davon 5 umgebaute Passagiermaschinen (Baujahre 1989–1995) und eine als Frachtflugzeug genutzte Kombiversion (Baujahr 1999)                                           |
| ASL Airlines Ireland           | 04     | Umgebaute Passagiermaschinen (Baujahre 1990–1993) |
| AeroUnion                      | 03     | Umgebaute Passagiermaschinen (Baujahre 1991/1992) |

(Stand aller Daten sofern nicht anders beschrieben: 14. Juli 2018)

## Zwischenfälle
Von der Einführung der A300 im Jahre 1972 bis Oktober 2022 ereigneten sich 36 Totalverluste mit diesem Typ. Bei 10 davon kamen 1423 Menschen ums Leben (davon laut Aviation Safety Network eine kriminelle Handlung mit 290 Toten). Auszüge:
- Am 29. September 1986 kollidierte ein Airbus A300B4-203 der Indian Airlines (Luftfahrzeugkennzeichen VT-ELV) beim Startlauf auf dem Flughafen Madras (Indien) mit zwei großen Vögeln. Nachdem die Flugzeugnase bereits auf 5 bis 8 Grad hochgenommen worden war, brach der Kapitän den Start dennoch ab. Das Flugzeug konnte nicht mehr rechtzeitig abgebremst werden und überrollte das Startbahnende. Dabei wurde es irreparabel beschädigt. Alle 196 Insassen, elf Besatzungsmitglieder und 185 Passagiere, überlebten den Totalschaden. Bei der Maschine handelte es sich um die ehemalige D-AIAB der Lufthansa.[42]

- Am 21. September 1987 geriet eine A300-B4 der Egypt Air (SU-BCA) während eines Trainingsflugs bei einer Landung auf dem Flughafen Luxor seitlich von der Landebahn ab und wurde zerstört. Alle fünf Besatzungsmitglieder kamen ums Leben. Es war der erste tödliche Unfall eines Airbus A300 seit dem Erstflug im Jahr 1972 (siehe auch Flugunfall eines Airbus A300 der Egyptair bei Luxor 1987).[43]

- Am 3. Juli 1988 wurde eine A300-B2 der Iran Air (EP-IBU) auf dem Flug von Bandar Abbas nach Dubai durch die Besatzung des US-amerikanischen Kriegsschiffs Vincennes mit einer Boden-Luft-Rakete abgeschossen, wobei das Leitwerk und eine Tragfläche abgerissen wurden und die Maschine ins Meer stürzte. Dabei wurden alle 290 Insassen getötet (siehe Iran-Air-Flug 655).

- Am 28. September 1992 wurde ein A300B4 (AP-BCP) der Pakistan International Airlines beim Landeanflug auf den Flughafen Kathmandu (Nepal) in einen Berg geflogen. Alle 167 Insassen wurden getötet. Die Unfallursache war ein Controlled flight into terrain (CFIT) (siehe auch Pakistan-International-Airlines-Flug 268).[44]

- Am 24. April 1993 wurde ein Airbus A300B2-1C der französischen Air Inter (F-BUAE) beim Zurückschieben auf dem Flughafen Montpellier (Département Hérault, Frankreich) gegen einen Lichtmast gefahren. Dabei wurde er irreparabel beschädigt. Alle 324 Insassen, Besatzungsmitglieder und Passagiere, überlebten den Totalschaden.[45]

- Am 15. November 1993 konnten an einem Airbus A300B2-101 der Indian Airlines (VT-EDV) nach dem Durchstarten am Flughafen Hyderabad wegen schlechter Sicht die Landeklappen nicht mehr eingefahren werden. Beim Ausweichflug nach Madras ging der Treibstoff zur Neige, aber nicht einmal der neue Notlandeplatz, der Flughafen Tirupati (Indien), konnte noch erreicht werden. Aufgrund der unstrukturierten Entscheidungsfindung des Kapitäns und der mangelhaften Überwachung des Treibstoffvorrats musste eine Notlandung auf einem offenen Reisfeld durchgeführt werden, noch 26 Kilometer vom Flughafen Tirupati entfernt. Das Flugzeug wurde irreparabel beschädigt. Alle 262 Insassen, zwölf Besatzungsmitglieder und 250 Passagiere, überlebten den Unfall.[46]

- Am 26. April 1994 wurde beim Landeanflug einer A300-600 der taiwanischen China Airlines (B-1816) auf den japanischen Flughafen Nagoya vom Copiloten versehentlich der Modus zum Durchstarten aktiviert. Beim Versuch, dagegenzuhalten, steuerte der Autopilot die Maschine letztendlich mit 52,6° Längsneigung nach oben. Nach dem Zurücknehmen des Schubs kam es in einer Höhe von etwa 500 Metern zu einem Strömungsabriss, das Flugzeug stürzte daraufhin im Bereich der Landebahn ab. Von den 271 Insassen kamen dabei 264 ums Leben (siehe auch China-Airlines-Flug 140).[47]

- Am 24. Dezember 1994 wurde ein Airbus A300B2-1C der Air France (F-GBEC) auf dem Flughafen Algier durch 4 Mitglieder der islamistischen Terroristenorganisation „GIA (Groupe Islamique Armee)“ entführt. Dort ermordeten die Entführer bereits drei Passagiere. Geplant war, das Flugzeug über Paris abstürzen zu lassen. Zwei Tage später wurde die Maschine zum Flughafen Marseille geflogen. Dort wurde das Flugzeug am Abend durch eine Spezialeinheit gestürmt. Während eines 20-minütigen Feuergefechtes tötete diese die vier Entführer; einige Passagiere sowie die Piloten wurden verletzt. Das Flugzeug wurde irreparabel beschädigt.[48]

- Am 26. September 1997 flog eine A300-B4 der Garuda Indonesia Airways (PK-GAI) beim Anflug auf Medan in ein bewaldetes Gebiet, 32 Kilometer vom Flughafen entfernt. Offensichtlich waren sowohl die Besatzung als auch der Fluglotse hinsichtlich der Kurvenrichtung verwirrt; die Piloten steuerten das Flugzeug in die falsche Richtung. Alle 234 Menschen an Bord kamen bei dem Absturz ums Leben (siehe auch Garuda-Indonesia-Flug 152).[49]

- Am 16. Februar 1998 stürzte erneut eine A300-600 der taiwanischen China Airlines (B-1814) beim Durchstarten ab. Da die Flughöhe beim Landeanflug auf den Taipei Chiang Kai Shek Airport zu hoch war, entschied sich die Besatzung dafür, durchzustarten. Die Maschine steuerte dabei steil nach oben, bis es bei einem Längsneigungswinkel von 42,7° und einer Geschwindigkeit von 45 Knoten zu einem Strömungsabriss kam. Die Maschine schlug im Bereich der Landebahn auf dem Boden auf und rutschte in bebautes Gebiet, wo sie in Flammen aufging. Insgesamt 203 Menschen kamen dabei ums Leben, darunter alle 196 Insassen des Airbus (siehe auch China-Airlines-Flug 676).[50]

- Am 2. Februar 2000 wurde ein A300B2-203 der Iran Air (EP-IBR) zerstört, als die Crew einer Lockheed C-130 Hercules der Iranischen Luftwaffe während des Starts in Teheran-Mehrabad die Kontrolle verlor und ihre Maschine mit dem Airbus kollidierte, der gerade zu einem Hangar geschleppt wurde. Die acht Insassen der Hercules kamen dabei ums Leben (siehe auch Flugzeugkollision auf dem Flughafen Teheran-Mehrabad 2000).[51][52]

- Am 17. Oktober 2001 brach an einem Airbus A300B4-203 der Pakistan International Airlines (AP-BCJ) bei der Landung auf dem Flughafen Dubai (Vereinigte Arabische Emirate) das rechte Hauptfahrwerk zusammen. Daraufhin geriet die Maschine von der Landebahn ab und blieb 50 Meter abseits davon im Sand stecken. Dabei wurde die rechte Tragfläche beschädigt und das Triebwerk Nr. 2 brach ab. Alle 205 Insassen, zwölf Besatzungsmitglieder und 193 Passagiere, überlebten den Unfall. Das Flugzeug wurde irreparabel beschädigt.[53]

- Am 12. November 2001 stürzte eine A300-600 (N14053) in die Vororte von New York. Nach dem Start stellten sich durch eine vorausfliegende Boeing 747 erhebliche Turbulenzen ein. Der fliegende Copilot versuchte, mit dem Seitenruder aggressiv gegenzusteuern und schlug es mehrfach in beide Richtungen voll aus, außerdem wurde der Schub erhöht. Dadurch wurden die Betriebsgrenzen des Flugzeugs überschritten, das Seitenleitwerk riss ab, und die Piloten verloren die Kontrolle über das Flugzeug. Beim Absturz traten so hohe Kräfte auf, dass noch in der Luft beide Triebwerke von den Tragflächen gerissen wurden. Insgesamt starben 265 Menschen, davon fünf in den Häusern von Queens, in die das vollgetankte Flugzeug stürzte (siehe auch American-Airlines-Flug 587).[54]

- Am 22. November 2003 ereignete sich ein Zwischenfall ohne Personenschäden. Eine A300-B4 der European Air Transport, als DHL-Frachtflugzeug mit dem Kennzeichen OO-DLL eingesetzt, wurde kurz nach dem Start in Bagdad in einer Flughöhe von 2500 Metern von einer Boden-Luft-Rakete an der linken Tragfläche getroffen, wodurch die Flügelspitze und der darin befindliche Tank beschädigt wurden und der Tank in Brand geriet. Zudem fielen alle drei hydraulischen Steuerkreise aus, wodurch das Flugzeug nur noch über den Triebwerksschub steuerbar war. Dennoch gelang es der Besatzung, nach Bagdad zurückzukehren und das Flugzeug nach 25-minütigem Flug ohne nennenswerte zusätzliche Schäden zu landen, obwohl die Maschine von der Landebahn abkam und nach dem Durchbrechen eines Zaunes eine Böschung hinunterrollte (siehe auch Beschuss des Airbus A300 OO-DLL der European Air Transport).[55] Ähnliche Zwischenfälle mit Maschinen anderer Typen, die mit dem Totalausfall der Steuerhydraulik einhergingen, waren United-Airlines-Flug 232 und Japan-Airlines-Flug 123, die trotz bemerkenswerter Leistungen der Besatzungen in Katastrophen endeten.

- Am 8. März 2002 sollte ein Airbus A300B2-101 der Indian Airlines (VT-EFW) durch Mechaniker des Bodenpersonals auf dem Flughafen Delhi-Indira Gandhi (Indien) auf eine andere Position gerollt werden. Nachdem einer die Sicherung für „flight idle“ (erhöhte Leerlaufdrehzahl) aktiviert hatte, sprang das Flugzeug über die Bremsklötze und rollte auf den Wartungshangar für Frachtflugzeuge zu. Aufgrund der flight-idle-Stellung funktionierten Bremsen und Bugradsteuerung nicht. Um dem Hangar auszuweichen, erhöhten die Mechaniker den Schub des rechten Triebwerks auf 90 %. Nachdem das Flugzeug sich um etwa 80° gedreht hatte, verloren sie vollends die Kontrolle und es raste direkt auf die Flughafen-Begrenzungsmauer neben den Hangars zu und durchbrach sie. Das Bugfahrwerk brach zusammen und die Flugzeugnase bohrte sich in den Boden. Das Flugzeug wurde irreparabel beschädigt. Alle fünf Insassen (Bodenmechaniker) überlebten den Totalschaden.[56]

- Am 1. März 2004 platzten an einem Airbus A300B4-203 der Pakistan International Airlines (AP-BBA) bei einem Nachtstart auf dem Flughafen Jeddah (Saudi-Arabien) zwei der linken Reifen. Beim Startabbruch wurden Reifenteile in das linke Triebwerk eingesaugt und dieses stark beschädigt, ebenso die linke Tragfläche an den Treibstofftanks. Nach dem Löschen des Fahrwerksbrandes war das Flugzeug wirtschaftlich nicht mehr reparabel. Alle 273 Insassen, zwölf Besatzungsmitglieder und 261 Passagiere, überlebten den Unfall.[57]

- Am 23. März 2007 kam ein Airbus A300 der Ariana Afghan Airlines (YA-BAD) bei der Landung auf dem Flughafen Istanbul-Atatürk von der Piste ab und wurde dabei irreparabel beschädigt. Die 50 Insassen konnten das Flugzeug unverletzt verlassen.[58]
- In der Nacht zum 14. April 2010 verunglückte um ca. 22:25 (Ortszeit) ein Frachter des Typs A300B4-203F der Aerounion (XA-TUE) im Anflug auf den Flughafen Monterrey (Mexiko) bei schlechtem Wetter etwa zwei Kilometer vor der Landebahn. Sieben Menschen starben, davon zwei am Boden (siehe auch AeroUnion-Flug 302).[59]

- Am 14. August 2013 wurde ein Airbus A300-600F der Frachtfluggesellschaft UPS Airlines (N155UP) während des Landeanflugs auf den Birmingham-Shuttlesworth International Airport (Alabama, USA) etwa 1000 Meter vor der Landebahn in eine Wiese geflogen. Bei diesem CFIT (Controlled flight into terrain) wurden beide Piloten getötet (siehe auch UPS-Airlines-Flug 1354).[60]

- Am 12. Oktober 2015 landete der Airbus A300B4-200F mit dem Kennzeichen SU-BMZ der ägyptischen Tristar Air nahe einer Straße etwa 25 Kilometer westnordwestlich von Mogadischu. Die Besatzung des Frachtflugzeuges hatte zuvor mehrmals erfolglos versucht, nach Sonnenuntergang auf dem unbeleuchteten Flughafen Mogadischu zu landen. Ein Mitglied – nach anderer Quelle zwei Mitglieder – der siebenköpfigen Besatzung erlitten geringfügige Verletzungen, das 35 Jahre alte Flugzeug war nicht mehr wirtschaftlich reparierbar. Nach Angaben des Flugsicherheits-Informationsdienstes JACDEC fehlte zu diesem Zeitpunkt in Mogadischu seit Jahren eine Landebahnbeleuchtung.[61][62][63]

## Technische Daten

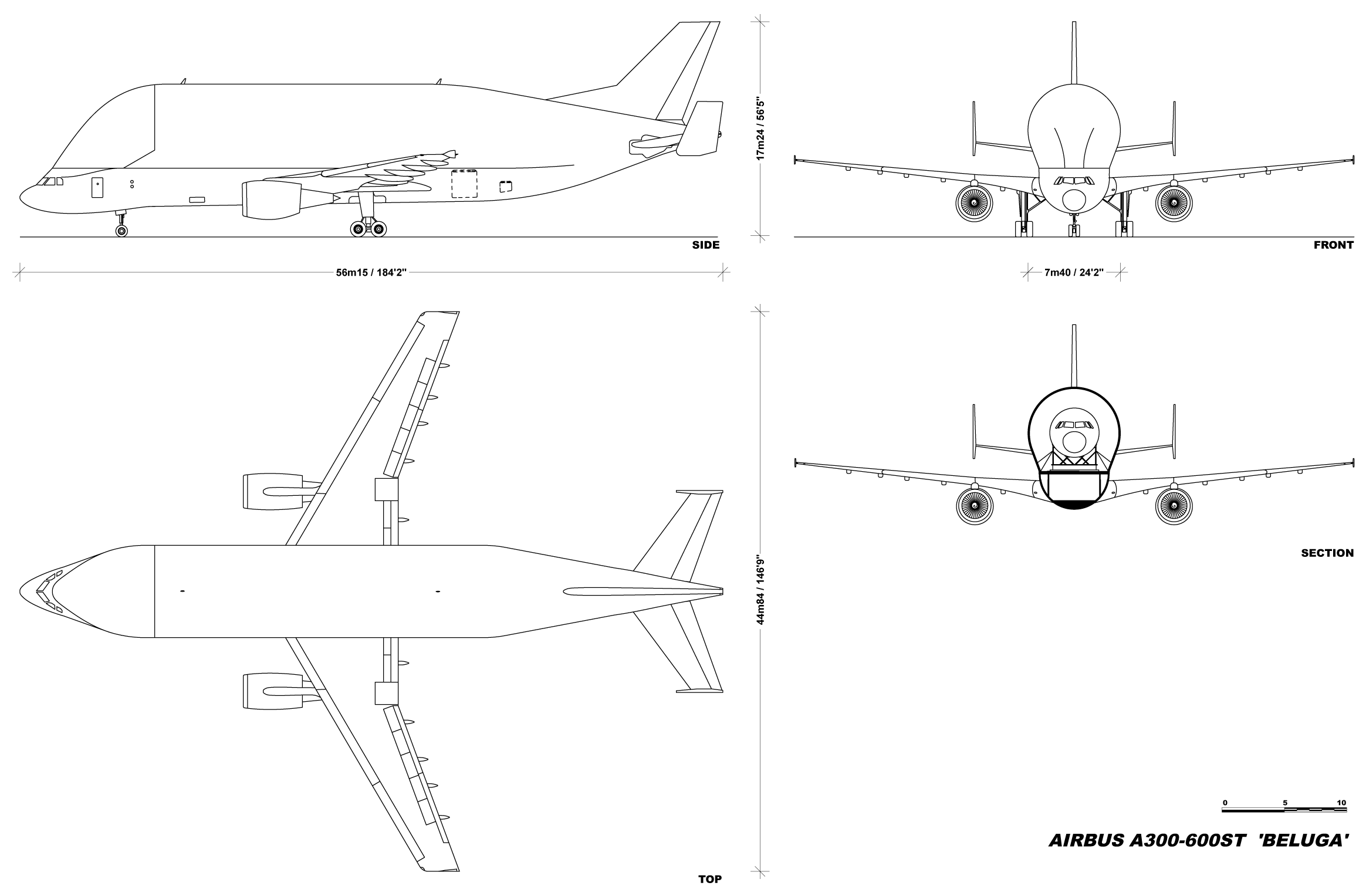
Airbus A300-600ST „Beluga“

| Kenngröße                                           | A300B2/B4 | A300-600R | A300-600ST „Beluga“                                                |
| --------------------------------------------------- | --- | --- | ------------------------------------------------------------------ |
| Länge                                               | 53,62 m | 54,08 m | 56,16 m                                                            |
| Spannweite                                          | 44,84 m | 44,84 m | 44,84 m                                                            |
| Rumpfdurchmesser                                    | 5,64 m | 5,64 m | 7,7 m                                                              |
| Flügelfläche insgesamt                              | 260 m² | 260 m² | 260 m²                                                             |
| Flügelstreckung                                     | 7,7 | 7,7 | 7,7                                                                |
| Höhe                                                | 16,53 m | 16,62 m | 17,25 m                                                            |
| Triebwerke                                          | 2× Turbofan-Triebwerke mit je 215 bis 236 kN Pratt & Whitney JT9D-59A, oder General Electric CF6-50A oder CF6-50C/C1/C2 | 2× Turbofan-Triebwerke mit je 249 bis 273,6 kN, z. B. Pratt & Whitney JT9D-7R4H1, PW 4158, General Electric CF6-80-C2A1 oder CF6-80-C2A5 | 2× Turbofan-Triebwerke General Electric CF6-80C2A1 mit je 262,4 kN |
| Höchstgeschwindigkeit für Reiseflug                 | 917 km/h | 890 km/h (in 7.620 m Höhe) | 780 km/h                                                           |
| Reisegeschwindigkeit für Langstreckenflug           | 847 km/h | 875 km/h (in 9.450 m Höhe) | 750 km/h                                                           |
| Reichweite                                          | A300B2: 3.430 km (mit 269 Passagieren) A300B4: 5.375 km (mit 269 Passagieren)                                           | 6.968 km (mit 267 Passagieren und PW4156-Triebwerken)                                                                                    | 1.650 km (bei 47 t Zuladung)                                       |
| Startstrecke                                        | k. A. | 2.324 m | 1.950 m                                                            |
| Leermasse                                           | A300B2: 79.600 kg A300B4: 88.500 kg                                                                                     | k. A. | 86.500 kg                                                          |
| Max. Startmasse                                     | A300B2: 142.000 kg A300B4: 165.000 kg                                                                                   | 170.500 kg (mit PW4156-Triebwerken) | 155.000 kg                                                         |
| Frachtraumvolumen (Zylindermaß)                     | – | – | 7,7 m Durchmesser × 37,7 m Länge (1231,4 m³)                       |
| Max. Passagierkapazität                             | 345 | 345 | –                                                                  |
| Durchschnittliche Passagierkapazität (zwei Klassen) | 251–345 | 251–345 | –                                                                  |